# الثورة الألمانية (1918–1919)
ثورة نوفمبر (بالألمانية: Novemberrevolution) هي نزاع مدني في القيصرية الألمانية بدأ بعد انتهاء الحرب العالمية الأولى، وأدت إلى تحويل ألمانيا من النظام الملكي الفيدرالي الدستوري إلى جمهورية برلمانية ديمقراطية. فتنازل القيصر فيلهلم الثاني عن العرش، وأعلنت الجمهورية الألمانية التي عرفت بجمهورية فايمار. استغرقت الفترة الثورية من نوفمبر 1918 حتى اعتماد دستور فايمر في أغسطس 1919.
وكانت أسباب الثورة هي الأعباء الشديدة التي عانى منها السكان خلال سنوات الحرب الأربعة ثم الأثر القوي للهزيمة على القيصرية الألمانية والتوترات الاجتماعية بين عامة الشعب والنخب الأرستقراطية والبورجوازية التي احتفظت بالسلطة وهي غير راغبة بالإصلاح مع خسارة ألمانيا الحرب.
وكان السبب المباشر للثورة هزيمة القيصرية الألمانية في الحرب العالمية الأولى فاندلعت بسببها توترات اجتماعية. وقد انطلقت شرارة الثورة بسبب سياسات القيادة العليا للجيش الألماني وافتقاره التنسيق مع القيادة البحرية. وبالرغم من هزيمتها أصدرت القيادة البحرية أمرها البحري في 24 أكتوبر 1918 بالتعجيل لمعركة ذروة مع البحرية الملكية البريطانية. لم تحدث المعركة أبداً، وبدلاً من إطاعة أوامر القيادة لمحاربة البريطانيين، قاد البحارة الألمان ثورة في موانئ فيلهلمسهافن البحرية في في 29 أكتوبر 1918، تبعها تمرد في كيل أوائل نوفمبر. الهبت تلك الاضطرابات روح الثورة التي اجتاحت في غضون بضعة أيام الإمبراطورية بأكملها وأدت في النهاية إلى إعلان الجمهورية يوم 9 نوفمبر 1918. وبعدها تنحى القيصر فيلهلم الثاني عن العرش وهرب من البلاد.
لم يسلم الثوار المستلهمين أفكارهم من الاشتراكية السلطة إلى المجالس السوفياتية كما فعل البلاشفة في روسيا، لأن قيادة الحزب الديمقراطي الاجتماعي الألماني (SPD) عارضت ذلك التمثيل. وبدلاً من ذلك فضل الحزب تشكيل جمعية وطنية تكون الأساس لنظام حكم برلماني. خوفا من حرب أهلية شاملة في ألمانيا بين العمال المتشددين والمحافظين الرجعيين لم يجرد الحزب الديمقراطي النخبة الألمانية القديمة من سلطاتها وامتيازاتها. ولكنه سعى إلى ابقائها ودمجها في النظام الديمقراطي الإشتراكي الجديد. وسعى في تلك المحاولة يساريو الحزب بالتحالف مع القيادة العليا الألمانية. أدى ذلك إلى نشوب أعمال شغب واسعة عرفت باسم «انتفاضة سبارتاكوس الشيوعية» مما سمح للجيش وفريكوربس (الميليشيات القومية) بقمعها في 4-15 يناير 1919. وقد نجح هذا التحالف بين القوى السياسية في قمع انتفاضات اليسار في أجزاء أخرى من ألمانيا، وكانت النتيجة أن البلاد قد هدأت تماماً بحلول أواخر عام 1919.
جرت انتخابات الجمعية الوطنية الجديدة في فايمار يوم 19 يناير 1919. وانتهت الثورة في 11 أغسطس 1919 عندما تم تبني دستور فايمار وانتخب فريدريش إيبرت أول رئيس لجمهورية فايمار.

## البداية

### القيصرية والديمقراطية الاجتماعية

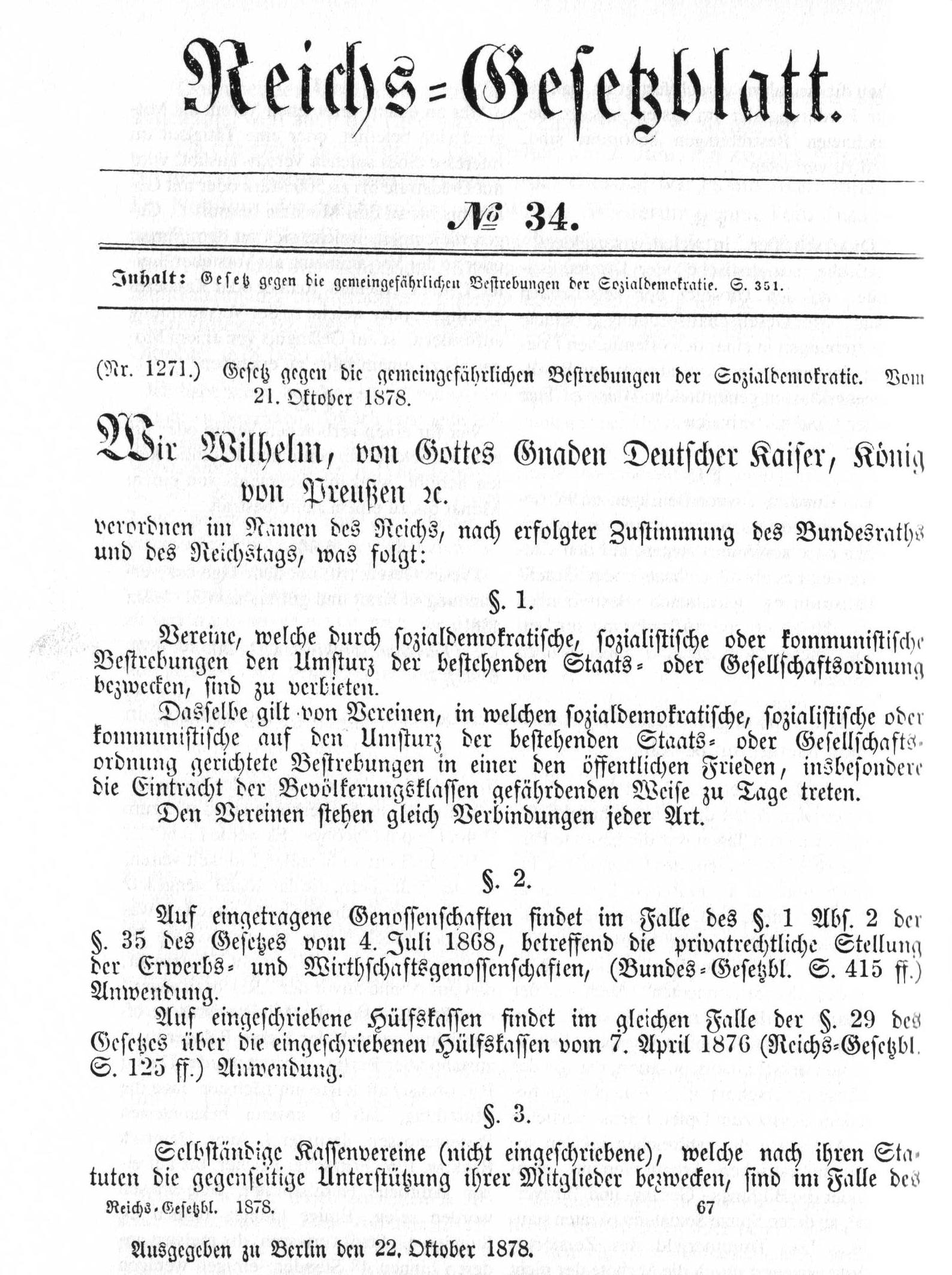
قانون ضد السلوك الخطير للديمقراطية الاجتماعية (Reichsgesetzblatt 34/1878)

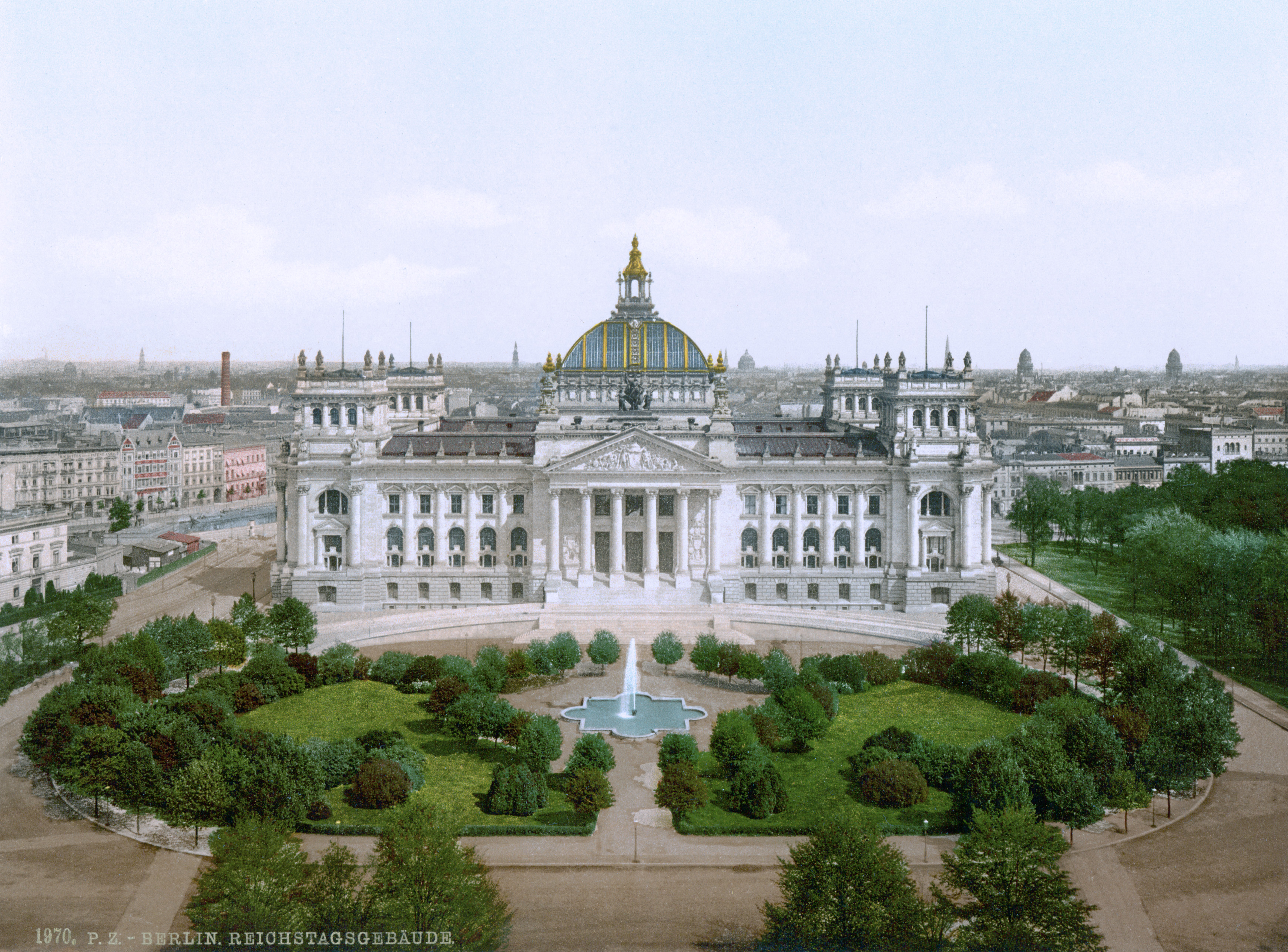
مبنى الرايخستاغ حوالي 1900

فشلت ثورة مارس البورجوازية سنة 1848-1849 والسبب الرئيسي لذلك الفشل هو عدم التمكن من تحقيق وحدة قومية وديمقراطية في نفس الوقت. وقد تعاملت غالبية الطبقة البرجوازية في العقود التالية مع الدولة السلطوية خاصة وأن الوحدة القومية سنة 1871 قد ظهرت بشكل «الحل الألماني الصغير» تحت قيادة بروسية.
أسس الرايخ الألماني تأسيسا دستوريًا. حيث كان الاقتراع العام والمتساوي والسري للذكور صالحًا للرايخستاغ، لكن كان تأثيره على سياسة الرايخ محدودًا. فالقوانين التي يقترحها الرايخستاغ لاتدخل حيز التنفيذ إلا بموافقة المجلس الاتحادي والقيصر؛ بالإضافة إلى انه يمكن حله في أي وقت والدعوة إلى انتخابات جديدة. كانت سلطته الوحيدة هي الموافقة على ميزانية الدولة. ومع ذلك لم يُسمح له إلا بالتصويت على أكبر بند فيها أي الميزانية العسكرية. لم تكن حكومة الرايخ مسؤولة أمام الرايخستاغ ولكن أمام القيصر فقط.
بدءا من سنة 1871 كان للديمقراطيون الاشتراكيون ممثلين في الرايخستاغ، ثم اندمجت أحزابهم فيما بعد لتشكل الحزب الديمقراطي الاجتماعي (SPD) ليكون الحزب السياسي الوحيد في الإمبراطورية الألمانية، والتي دعمت علنا شكلا جمهوريا للحكم. فبدأ أوتو فون بسمارك باضطهادهم من 1878 وحتى إقالته سنة 1890 لمقاومته القوانين الاشتراكية. ومع هذا فقد تمكن الديمقراطيون الاجتماعيون من زيادة حصتهم من الأصوات في كل انتخابات تقريبًا. وفي انتخابات الرايخستاغ سنة 1912 حصلوا على 28 % من الأصوات ومع 110 نائبا بحيث أضحوا أقوى فصيل. فقد نما الحزب الاجتماعي الديمقراطي إلى أكبر حزب سياسي في ألمانيا، وبلغ أعضاء الحزب حوالي مليون عضو، وجذبت صحيفة الحزب (Vorwärts) (فورفارتس) 1.5 مليون مشترك. وعدد أعضاء النقابات العمالية 2.5 مليون عضو، ودعم معظمهم على الأرجح الديمقراطيين الاجتماعيين. بالإضافة إلى ذلك كان هناك العديد من الجمعيات التعاونية (على سبيل المثال: التعاونيات السكنية والتعاونيات التجارية وغيرها) وغيرها من المنظمات المرتبطة ارتباطا مباشرا بالحزب الديمقراطي الاجتماعي والنقابات العمالية، أو الالتزام بالأيديولوجية الديمقراطية الاجتماعية. أما الأحزاب البارزة الأخرى في الرايخستاغ في 1912 فكانت حزب الوسط الكاثوليكي (91 مقعدًا) وحزب المحافظين الألماني (43) والحزب الليبرالي الوطني (45) وحزب الشعب التقدمي (42) والحزب البولندي (18) وحزب الرايخ الألماني (14) ، والاتحاد الاقتصادي (10) ، وحزب الألزاس لورين (9).
ازدادت أهمية الحزب الديمقراطي الاجتماعي خلال 43 سنة من تأسيس الإمبراطورية حتى الحرب العالمية الأولى بل وغيّر كينونته أيضاً. ففي النزاع التنقيحي الذي كان يجري منذ سنة 1898 أراد التنقيحيون حذف أهداف الثورة من برنامج الحزب. واستبدلوه بالدفاع عن الإصلاحات الاجتماعية القائمة على النظام الاقتصادي الحالي. ومرة أخرى هيمن الفصيل ذو التوجه الماركسي على الأغلبية الحزبية. لكن الخطاب الذي لا يزال ثورياً لم يحجب إلا بصعوبة حيث أن الحزب الديمقراطي الاجتماعي أصبح إصلاحياً منذ إلغاء القوانين الاشتراكية سنة 1890. فطالما اُعتبِر الديمقراطيون الاجتماعيون بأنهم «أعداء الرايخ» و«مشردين» أظهروا أنفسهم أنهم وطنيين ألمان. في بداية الحرب العالمية الأولى أصبح واضحا أن الحزب الديمقراطي الاجتماعي جزءا لايتجزأ -وإن كان معارضا- داخل القيصرية.

### موافقة SPD على سندات الحرب
في حوالي سنة 1900 اعتبرت الديمقراطية الاجتماعية الألمانية القوة الرائدة في الحركة العمالية في ألمانيا. في المؤتمرات الأوروبية الأممية الاشتراكية الثانية، وافق الحزب الديمقراطي الاجتماعي دائما على القرارات التي تطلب العمل المشترك للاشتراكيين في حالة الحرب. فبعد اغتيال الأرشيدوق فرانز فرديناند في سراييفو نظمت الحزب الديمقراطي الاجتماعي شأنه شأن الأحزاب الاشتراكية الأخرى في أوروبا مظاهرات مناهضة للحرب خلال أزمة يوليو. بعد أن دعت روزا لوكسمبورغ إلى العصيان ورفض الحرب باسم الحزب برمته باعتبارها ممثل عن الجناح اليساري للحزب، لذلك خططت الحكومة القيصرية لاعتقال قادة الحزب فوراً مع بداية الحرب. فقام فريدريش إيبرت أحد قيادي الحزب بالسفر إلى زيورخ سنة 1913 ومعه أوتو براون لإنقاذ أموال ووثائق الحزب من المصادرة.

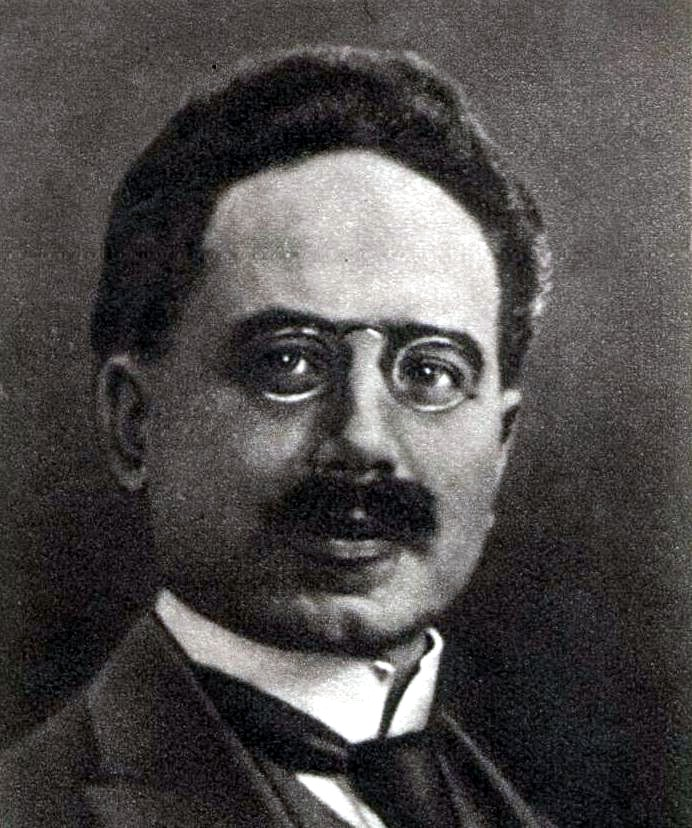
كارل ليبكنخت

بعد إعلان ألمانيا الحرب على الإمبراطورية الروسية يوم 1 أغسطس 1914 أشارت غالبية صحف SPD إلى الحماس العام للحرب ("روح 1914 [الإنجليزية]") لأنها نظرت إلى الإمبراطورية الروسية باعتبارها الأكثر رجعية ومعادية للقوة الاشتراكية في أوروبا. اعتقد المحررون في الأيام الأولى من شهر أغسطس بأنهم يتماشون مع العجوز أغسطس بيبل الذي توفي قبلها بعام. وهو الذي أعلن في سنة 1904 في الرايخستاغ بأن حزب SPD سيؤيد الدفاع المسلح لألمانيا ضد أي هجوم أجنبي. ثم وعد في مؤتمر للحزب في إيسن سنة 1907 بأنه هو نفسه «سيحمل السلاح» إذا كان القتال ضد روسيا «عدو كل ثقافة وكل ما تم قمعه». في مواجهة حماس السكان للحرب الذين توقعوا هجومًا عليهم من القوى الحلفاء، شعر العديد من نواب الحزب الديمقراطي الاجتماعي بالقلق من أنهم قد يفقدون الكثير من ناخبيهم بسبب سلميتهم الثابتة. بالإضافة إلى ذلك هددت حكومة المستشار الإمبراطوري تيوبالت هولفيغ بحظر جميع الأحزاب في حالة الحرب. من ناحية أخرى استغل المستشار الموقف المعادي لروسيا من الحزب الديمقراطي الاجتماعي للحصول على موافقة الحزب للحرب.
انقسمت قيادة الحزب والمجموعة البرلمانية في مواقفهم حول دعم الحرب: فقد وافق 96 نائباً بما فيهم فريدريش إيبرت على سندات الحرب التي طالبت بها الحكومة. بينما عارض 14 من البرلمانيين يتزعمهم الرئيس الثاني للحزب هوغو هاس، ولكن مع ذلك صوت الجميع لصالح الانضباط البرلماني. وهكذا وافق جميع نواب الحزب الديمقراطي الاشتراكي في الرايخستاغ يوم 4 أغسطس على منح الحكومة سندات الحرب. وقبلها بيومين اوقفت نقابات العمال الحرة إضرابا وتنازلت عن الأجور في زمن الحرب. مع الاتحاد وقرار الحزب أصبح بالإمكان تعبئة الجيش الألماني كاملا. برر هاس عن موافقته لقرار ضد إرادته في الرايخستاغ بالكلمات: «نحن لا ندع البلاد في ساعة الخطر في التراب»! رحب الإمبراطور بالهدنة السياسة الداخلية الألمانية في ختام كلمته عن العرش بعبارته الشهيرة:"لم أعد أرى أحزاب، أرى الألمان فقط.
حتى كارل ليبكنخت الذي كان أحد أكثر المعارضين للحرب اتبع في البداية خط الحزب الذي شارك والده فلهلم ليبكنخت في تأسيسه: فقد امتنع عن التصويت ولم يتحدى زملائه السياسيين. إلا انه بعد بضعة أيام انضم إلى كتلة المجموعة الدولية (Gruppe Internationale) التي أسستها روزا لوكسمبورغ في 5 أغسطس 1914 مع فرانز مهرنغ وفيلهلم بيك وأربعة آخرين من الجناح اليساري للحزب الذين التزموا بقرارات الحزب فيما قبل الحرب. من تلك المجموعة ظهرت رابطة سبارتاكوس (Spartakusbund) في 1 يناير 1916. وفي 2 ديسمبر 1914 صوت ليبكنخت ضد سندات الحرب الإضافية، وهو النائب الوحيد الذي صوّت بذلك من جميع أحزاب الرايخستاج. ورغم أنه لم يُسمح له بالتحدث في الرايخستاغ لتبرير تصويته، إلا أنه وزع ما كان يريد قوله خلال كتيب رغم أن ذلك كان غير قانوني:
وبسبب ارتفاع الطلب على ذلك الكتيب سرعان ما طبعت وتطورت إلى ما يسمى «بالرسائل السياسية» (بالألمانية: Politische Briefe) التي نُشرت مجموعات منها لاحقاً في تحدٍ لقوانين الرقابة تحت اسم «رسائل سبارتاكوس» (Spartakusbriefe). اعتبارا من ديسمبر 1916 تم استبدالها بصحيفة سبارتاكوس، والتي لم تكن منتظمة بالظهور حتى نوفمبر 1918.
هذه المعارضة المفتوحة ضد خط الحزب وضعت ليبكنخت على خصام مع بعض أعضاء الحزب المحيطين بهاس ممن كانوا ضد سندات الحرب نفسها. وفي فبراير 1915 وبتحريض من قيادة حزب SPD أُرسِل ليبكنخت للخدمة العسكرية للتخلص منه، وهو نائب SPD الوحيد الذي تعرض لتلك المعاملة. وبالنهاية بسبب محاولاته لتنظيم المعارضين ضد الحرب، طرد من الحزب الديمقراطي الاجتماعي. وفي يونيو 1916 حكم عليه بالسجن لأربع سنوات بتهمة الخيانة العظمى. في الوقت الذي كان ليبكنخت يخدم في الجيش كتبت روزا لوكسمبورغ معظم «رسائل سبارتاكوس»، فتعرضت لعقوبة السجن. بعد قضاء مدة العقوبة بقيت تحت «الاحتجاز الوقائي» في السجن حتى انتهاء الحرب.

### انقسام الحزب الاشتراكي
مع اشتداد الحرب وارتفاع عدد القتلى بدأ المزيد من أعضاء الحزب الديمقراطي الاجتماعي في التمسك بالمطالبة بهدنة في السياسة الداخلية (Burgfrieden) لسنة 1914. كما اعترض الحزب على البؤس المحلي الذي أعقب إقالة إريش فون فالكنهاين من رئاسة هيئة الأركان العامة سنة 1916. وقدم بديله بول فون هيندنبورغ ماأسماه برنامج هيندنبورغ [الإنجليزية] حيث وضعت قيادة الجيش العليا (الألمانية: Oberste Heeresleitung) بموجبه المبادئ التوجيهية للسياسة الألمانية بحكم الواقع وليس الإمبراطور أو المستشار. تولى إريش لودندورف نائب هيندنبورغ مسؤوليات كبيرة لتوجيه سياسات الحرب التي كانت واسعة النطاق. على الرغم من أن الإمبراطور وهيندنبورغ كانا من كبار رؤسائه إلا أن لودندورف هو من كان اتخذ القرارات المهمة. استمر هيندنبورغ ولودندورف باستراتيجيات لا هوادة فيها بهدف تحقيق النصر العسكري ومواصلة إستراتيجية الحرب التوسعية والعدوانية [الألمانية]، وإخضاع الحياة المدنية لاحتياجات الحرب والاقتصاد الحربي. بالنسبة للقوى العاملة فإن هذا يعني في كثير من الأحيان العمل لمدة 12 ساعة بأجور ضئيلة مع عدم كفاية الغذاء. أجبر قانون الخدمة الإضافي (Hilfsdienstgesetz) جميع الرجال الذين ليسوا في القوات المسلحة على العمل.
بعد اندلاع ثورة فبراير الروسية سنة 1917، بدأت أولى الإضرابات المنظمة في مصانع الأسلحة الألمانية شهري مارس وأبريل، حيث شارك حوالي 300 ألف عامل في الإضراب. نظم الإضراب مجموعة تسمى «المشرفين الثوريين» بقيادة الناطق باسمهم ريتشارد مولر. انبثقت مجموعة من شبكة النقابيين اليساريين الذين اختلفوا مع قيادة النقابة حول دعم الحرب. أدى دخول أمريكا في الحرب العالمية الأولى يوم 6 أبريل 1917 بازدياد التدهور العسكري لألمانيا. وقد دعا كل من هيندينبيرغ ولودندورف إلى وقف الهجمات على السفن المحايدة في المحيط الأطلنطي بعدما أغرقت سفينة «لوسيتانيا» وهي سفينة بريطانية كانت تحمل مواطنين أمريكيين قبالة أيرلندا سنة 1915. وقد جاء القرار بإستراتيجية جديدة لوقف تدفق العتاد العسكري الأمريكي إلى فرنسا لتحقيق نصر ألماني (أو على الأقل تسوية سلمية برؤية ألمانية)، وكان ذلك ممكنا قبل دخول الولايات المتحدة الحرب ضدها. حاول الإمبراطور استرضاء السكان في خطابه بمناسبة عيد الفصح في 7 أبريل من خلال ووعدهم بإجراء انتخابات ديمقراطية في بروسيا بعد الحرب، لكن عدم إحراز أي تقدم لإنهاء الحرب نهاية مرضية قد أضعف تأثير الخطاب. وازدادت معارضة الحرب بين العاملين بالذخيرة، وما كانت جبهة موحدة لصالح الحرب انقسمت الآن إلى جبهتين منفصلتين.
بعدما استبعد الحزب الديمقراطي الاجتماعي بقيادة فريدريش إيبرت معارضي الحرب من حزبه، انضم السبارتاكوسيون إلى ما يسمى «بالتصحيحيون» مثل إدوارد برنشتاين والوسطيون [الإنجليزية] مثل كارل كاوتسكي لتأسيس الحزب الديمقراطي الاجتماعي المستقل [الإنجليزية] (USPD) المناهض للحرب بقيادة هوجو هاس في 9 أبريل 1917. أما الحزب الديمقراطي الاجتماعي فقد غير إسمه إلى حزب الأغلبية الديمقراطية الاجتماعية (MSPD) واستمر بقيادة فريدريك إيبرت. طالب «يو إس بي دي» بإنهاء فوري للحرب وإضفاء المزيد من الديمقراطية في ألمانيا، لكن لم تكن لديه أجندة موحدة للسياسات الاجتماعية. فشكلت الرابطة السبارتاكوسية التي كانت معارضة لإنقسام الحزب الجناح اليساري من حزب (USPD). واستمر كليهما ببث الدعاية المناهضة للحرب في المصانع خاصة مصانع الأسلحة.

### تأثير الثورة الروسية
بعد اندلاع ثورة فبراير في روسيا وتنازل القيصر نيكولاس الثاني في 15 مارس 1917، واصلت الحكومة الروسية المؤقتة بقيادة ألكسندر كيرينسكي في 21 يوليو 1917 الحرب إلى جانب قوى الحلفاء. ولكن كان المجتمع الروسي في ذلك الوقت متوترًا بشدة بسبب الدوافع المتعارضة مابين الوطنية والشعور المناهض للحرب. فإن كان هناك دعم كبير للحرب للدفاع عن شرف وأرض روسيا إلا ان هناك أيضا رغبة قوية في إخراج روسيا من الصراع والسماح للدول الأوروبية الأخرى بتدمير بعضها البعض دون تدخل روسي.
ورأت حكومة الإمبراطورية الألمانية في تلك اللحظة ان الفرصة سانحة للنصر. ولدعم المشاعر المعادية للحرب في روسيا وايضا تحويل مدها الثوري نحو سلام منفصل سمح لزعيم البلاشفة الروس فلاديمير لينين بالمرور في عربة قطار مختومة من منفاه في سويسرا عبر ألمانيا ثم السويد وفنلندا نحو بتروغراد. وقد كان لينين يخطط منذ أن سمع عن ثورة فبراير بكيفية عودته إلى روسيا، ولكن ليست لديه أي خيارات مضمونة النجاح. وبعد وصوله روسيا بأشهر قاد لينين ثورة أكتوبر التي استولى فيها البلاشفة على السلطة من المعتدلين وسحبوا روسيا من الحرب. ولاحظ ليون تروتسكي أن ثورة أكتوبر لم تكن لتنجح إذا بقي لينين عالقاً في سويسرا.
وهكذا كانت لحكومة الإمبراطورية الألمانية تأثير مهم في خلق ما سمي بالاتحاد السوفييتي من خلال نقل التحول الاشتراكي في روسيا بالكامل إلى أيدي البلاشفة، بينما كانت في فبراير متوجهة نحو الديمقراطية البرلمانية.
توقع العديد من الناس في كل من روسيا وألمانيا في سنة 1918 أن روسيا سوف «ترد الجميل» من خلال المساعدة بتعزيز الثورة الشيوعية في الأراضي الألمانية. وتطلع شيوعيو أوروبا طويلاً إلى الوقت الذي تجتاح فيه الثورة ألمانيا موطن كارل ماركس وفريدريك إنجلز. إن نجاح البروليتاريا الروسية والفلاحين في إسقاط الطبقة الحاكمة قد أثار مخاوف البرجوازية الألمانية من أن مثل تلك الثورة يمكن أن تحدث في ألمانيا. علاوة على ذلك كانت الأممية البروليتارية لماركس وإنجلز لا يزال لها تأثير كبير في كل من أوروبا الغربية وروسيا في ذلك الوقت، وتوقع ماركس وإنجلز أنه من أجل نجاح الثورة الشيوعية في روسيا، ربما ستحتاج إلى ثورة شيوعية أوروبية غربية. في وقت سابق أو على الأقل في وقت واحد. كان لينين يعلق آمالا كبيرة على الثورة العالمية في سنوات 1917 و 1918. كان هناك عدد كبير من العمال الألمان يتبعون شيوعية ماركس وإنجلز منذ عقود، وهناك عدد قليل من الثوريين الألمان المتحمسين لرؤية نجاح الثورة في روسيا ويتطلع زملائهم الروس إلى مساعدتهم بإشعال ثورة ألمانية.
لاحظت القيادة المعتدلة للحزب الديموقراطي الاجتماعي (SPD) أن هناك مجموعة لها فكر بلشفي عازمة ومدارة جيدا تحاول الاستيلاء على السلطة في ألمانيا بمساعدة خارجية من البلاشفة، وقد عبروا عن سلوكهم إلى اليسار مع اقتراب اندلاع الثورة الألمانية. وقد أوضح أوتو براون عضو بقيادة حزب (SPD) ورئيس وزراء بروسيا لاحقاً عن موقف حزبه في مقالة رائدة في جريدة Vorwärts تحت عنوان «نحن والبلاشفة»:

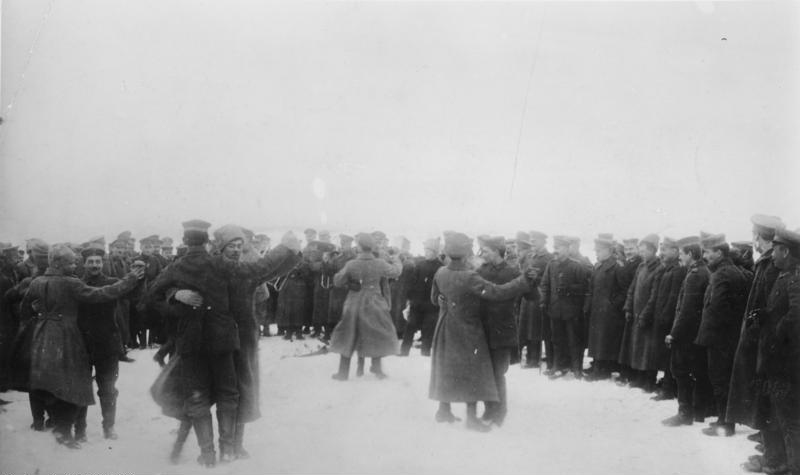
مشهد اخاء: الجنود الروس والألمان يحتفلون بانتهاء الحرب على الجبهة الشرقية

في نفس الشهر الذي ظهرت فيه مقالة أوتو براون (أكتوبر 1918) اجتاحت ألمانيا سلسلة من الإضرابات شارك فيها أكثر من مليون عامل. لأول مرة ظهرت خلال هذه الإضرابات نشاطات «المشرفين الثوريين» الذين لعبوا دورا مهما في تلك التطورات. فأطلقوا على أنفسهم اسم «المجالس العمالية» (Räte) مشابهة للسوفيت الروسية. ولإضعاف نفوذهم انضم إيبرت إلى قيادة الإضراب في برلين فتمكن من تحقيق الإنهاء المبكر للإضراب.
في 3 مارس 1918 وافقت الحكومة السوفييتية الجديدة على معاهدة بريست ليتوفسك التي تفاوض فيها ليون تروتسكي مع الألمان. يمكن القول بأن التسوية تتضمن مصطلحات أقسى للروس مما كانت ستطالب به في معاهدة فرساي من الألمان. كان الدافع الرئيسي لموافقة للبلاشفة للكثير من مطالب ألمانيا هو البقاء في السلطة بأي ثمن في ظل الحرب الأهلية الجارية. وكما اعتقد لينين وتروتسكي في ذلك الوقت أن أوروبا بأسرها سوف تشهد ثورة عالمية وأممية بروليتارية، وأن المصالح القومية البرجوازية كإطار على المعاهدة ستصبح غير مرتبطة بالحكم.
تمكنت القيادة الألمانية العليا مع خروج روسيا من الحرب من نقل جزء من جيوشها من الجبهة الشرقية إلى الغربية. واعتقد معظم الألمان أن النصر في الغرب أصبح الآن في متناول اليد.

### سلام المنتصر أم سلام متبادل؟

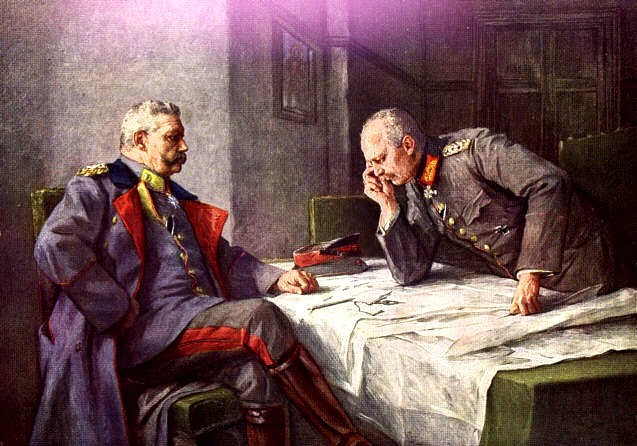
الجنرالان هيندنبورغ ولودندورف كانا يقرران سياسة الإمبراطورية الألمانية منذ 1916 عند رفضهما اتفاقية السلام.

على الرغم من التفاؤل الذي أوجده خروج روسيا في أوائل 1918 إلا أنه لا يمكن أن يكون هناك شك في أن الوضع العسكري على الجبهة الغربية أصبح أكثر خطورة بالنسبة للألمان بعد دخول الولايات المتحدة الحرب في أبريل 1917، حيث انضم الحزب الديمقراطي الاجتماعي في الرايخستاغ إلى «لجنة بين الفصائل» مع حزب الوسط وحزب الشعب التقدمي في صيف 1917 فأقرت تلك الأحزاب الثلاثة مشروع سلام ينص على أن السلام يكون من خلال التقارب دون ضم أو دفع غرامات بدلا من سلام المنتصر كما كان اليمين السياسي يطالب. ومع أن الجميع تقريبا في ألمانيا ومعهم تلك اللجنة لايزالون مؤمنين بالنصر، إلا أن قيادة الجيش الإمبراطوري الألماني العليا تجاهلت هذا القرار وجلست في المفاوضات من أجل سلام منفصل مع روسيا من أواخر 1917 حتى مارس 1918 وفرضت السلام القاسي بالنصر.
وقد رفضت تلك القيادة أيضا النقاط الأربعة عشر التي حددها الرئيس الأمريكي وودرو ويلسون في 8 يناير 1918. حيث أراد ويلسون السلام على أساس حق تقرير المصير للشعوب دون انتصار أو غزو. ورفض هيندينبيرج ولودندورف العرض لأنهما اعتقدا أنهما في وضع أقوى مما كانا عليه قبل انتصارهما على روسيا. استمروا في الرهان على «السلام من خلال النصر» مع ضمات بعيدة المدى على حساب أعداء ألمانيا.

### الهزيمة العسكرية والإصلاح الدستوري

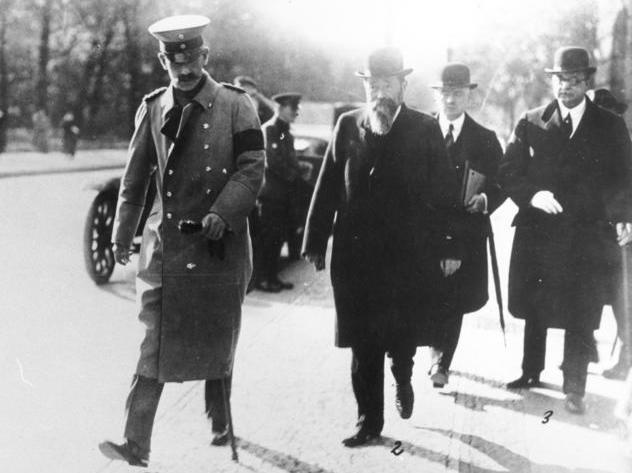
برلين 3 أكتوبر 1918: المستشار ماكس فون بادن (1) عيِّن توًا (حتى 9 نوفمبر) ونائبه فون باير (2) ورئيس مجلس مستشاري الرايخ فرايهر فون رادوفتز (3) عند مغادرة مبنى الرايخستاغ.

بدأت القيادة العليا للجيش في 21 مارس 1918 بعد انتصارها في الشرق بهجوم الربيع غربا لإنهاء الحرب لصالحها. ولكن بعد استخدامها آخر الاحتياطي لديها، بدأت بحلول يوليو 1918 الهزيمة العسكرية تلوح في الأفق. وسجلت قوات الحلفاء العديد من الانتصارات المتتالية في هجوم المائة يوم بين أغسطس ونوفمبر 1918 فحققت مكاسب هائلة على ألمانيا. كان وصول أعداد ضخمة من القوات الأمريكية عاملاً حاسماً، فاخترقت الدبابات البريطانية الجبهة الألمانية. ففي منتصف سبتمبر انهارت جبهة البلقان، فاستسلمت مملكة بلغاريا حليفة دول المحور الإمبراطورية الألمانية والنمسا المجر في 27 سبتمبر. ثم بدا الانهيار السياسي للنمسا-المجر على بعد أيام فقط.
وفي 29 سبتمبر أبلغت القيادة العليا للجيش من مقرها في سبا، بلجيكا الإمبراطور فيلهلم الثاني والمستشار الإمبراطوري الكونت غورغ فون هيرتلنغ بأن الوضع العسكري يائس. وقال لودندورف إنه لا يستطيع ضمان الاحتفاظ بالجبهة لمدة 24 ساعة أخرى وأمرها أن تطلب من قوات الحلفاء الوقف الفوري لإطلاق النار. بالإضافة إلى ذلك أوصى بقبول الطلب الرئيسي من ويلسون بوضع الحكومة الإمبراطورية على أسس ديمقراطية على أمل شروط سلام أكثر ملاءمة. هذا مكنه من حماية سمعة الجيش الإمبراطوري ووضع المسؤولية عن الاستسلام وعواقبه على الأحزاب الديمقراطية والرايخستاغ. كما قال لضباطه في 1 أكتوبر: «يجب عليهم الآن الاستلقاء على السرير الذي صنعوه لنا». وهكذا ولدت ماسمي أسطورة الطعنة في الظهر (الألمانية: Dolchstoßlegende) والتي قيل أن القادة الثوريين هاجموا الجيش  من الخلف وحولوا نصر شبه مؤكد إلى هزيمة. في الواقع تحاشت الحكومة الإمبراطورية والجيش الألماني مسؤوليتهما عن الهزيمة منذ البداية وحاولوا إلقاء اللوم عليها على الحكومة الديمقراطية الجديدة. وتم التحقق من الدافع وراء ذلك من خلال الاقتباس التالي في السيرة الذاتية لويلهلم غرونر خليفة لودندورف:
بالرغم من صدمة تقرير إدارة لودندورف إلا أن أغلبية الأحزاب وخاصة SPD وافقت على تحميل الحكومة المسؤولية في اللحظة الأخيرة. ومع أن المستشار هيرتلنغ رفض تحميل البرلمان إلا أن فيلهلم الثاني عين في 3 أكتوبر الأمير الليبرالي ماكس فون بادن مستشارا جديدا. شملت حكومته أيضا ديمقراطيون اجتماعيون منهم فيليب شيدمان وزير الخارجية بدون وزارة. في اليوم التالي عرضت الحكومة الجديدة على الحلفاء وقف إطلاق النار الذي طالب به لودندورف.
لم يعلم الجمهور الألماني عنها إلا في 5 أكتوبر. فأضحت الصدمة العامة لتلك الهزيمة واضحة الآن، فبدأت التغييرات الدستورية دون أن يلاحظها أحد تقريبا. وقد قرر الرايخستاغ ذلك رسميًا في 28 أكتوبر. ومنذ ذلك الحين كان المستشار ووزير الرايخ ملزمين بثقة الأغلبية في الرايخستاغ. تم نقل القيادة العليا للقوات المسلحة من القيصر إلى حكومة الرايخ. مع ذلك تغير الرايخ الألماني من نظام دستوري إلى نظام ملكي برلماني. من وجهة نظر قيادة الحزب الديمقراطي الاشتراكي حقق إصلاح أكتوبر جميع أهدافه الدستورية الهامة. اعتبر إيبرت يوم 5 أكتوبر مولد الديمقراطية الألمانية عندما تنازل الإمبراطور عن السلطة طواعية، لذلك اعتبر أن الثورة غير ضرورية.

### نتائج طلب وقف إطلاق النار
بناء على طلب الهدنة الألماني المؤرخ في 4 أكتوبر جاء رد الرئيس الأمريكي ويلسون في الأسابيع الثلاثة التالية بثلاث مذكرات دبلوماسية. بانها شروط مسبقة للمفاوضات حيث طالب بانسحاب ألمانيا من جميع الأراضي المحتلة، وانهاء حرب الغواصات وتنازل الإمبراطور لجعل العملية الديمقراطية في ألمانيا لا رجعة فيه. رفض لودندورف الملاحظة الثالثة في 23 أكتوبر وأعلن أن شروط الحلفاء غير مقبولة. وطالب باستئناف الحرب التي كان قد أعلن عن هزيمته فيها قبل شهر. وإنه طلب الهدنة من الوفاق الثلاثي فقط، بينما كان طلب الهدنة قيد المعالجة أدرك الحلفاء مدى الضعف العسكري الألماني. كانت القوات الألمانية تتوقع أن تنتهي الحرب بسرعة وهي متلهفة للعودة إلى ديارها. كانوا بالكاد على استعداد لخوض المزيد من المعارك وازدادت حالات الفرار.
ومع ذلك ظلت الحكومة متمسكة بالنهج الذي اتخذه لودندورف نفسه. وباعتباره الجنرال العام للجيش [الإنجليزية] فقد أزاحته في 26 أكتوبر ووضعت مكانه الجنرال فيلهلم غروينر. فر لودندورف بجواز سفر مزور إلى السويد المحايدة. اقنعت مذكرة ويلسون الثالثة العديد من الضباط وكذلك الكثير من الألمان وأيضا ممثلي أحزاب الأغلبية في الرايخستاغ بأن الإمبراطور عليه أن يتنازل لتحقيق السلام. فأرسل فيليب شايدمان يوم 28 أكتوبر إلى المستشار ماكس فون بادن مطالبا بتنازل فيلهلم الثاني. فغادر الإمبراطور برلين متوجها إلى مقر القيادة العامة في سبا. بموجب شرط التعويضات الألمانية اتفق الحلفاء في 5 نوفمبر ببدء مفاوضات وقف إطلاق النار.

## الثورة

### ثورة البحارة

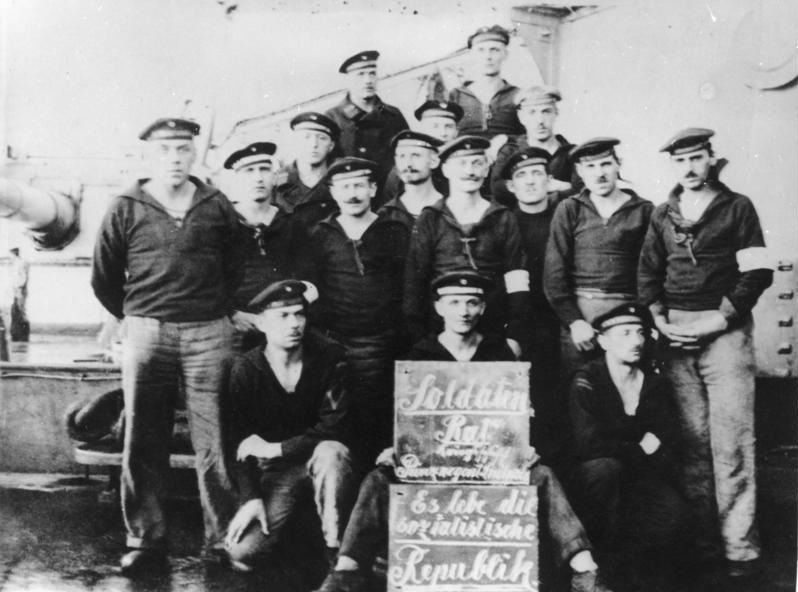
تمرد كيل: مجلس جنود السفينة برنزرغنت لوتبولد.

في الوقت الذي كانت كلا من القوات الألمانية المتعثرة والشعب في ألمانيا ينتظرون نهاية الحرب على أحر من الجمر، خططت القيادة البحرية الإمبراطورية في كيل تحت إمرة الأدميرال فرانز فون هايبر والأدميرال راينهارد شير لإرسال الأسطول الإمبراطوري لمعركة أخيرة ضد البحرية البريطانية في بحر المانش. وقد أرادا قيادة تلك العملية العسكرية بدون إذن من القيادة العليا. إلا أن إصدار هذا الأمر البحري في 24 أكتوبر 1918 والاستعدادات للإبحار قد أثار تمردًا بين البحارة المناط بهم الأمر. فسرعان ما عجل التمرد باندلاع ثورة عامة في ألمانيا تسببت بتنحي الملكية في غضون بضعة أيام. لم يكن البحارة المتمردون ينوون المخاطرة بحياتهم مع اقتراب الحرب من نهايتها. وكانوا مقتنعين أيضاً بأن الحكومة الديمقراطية الجديدة التي كانت تبحث عن هدنة مع الحلفاء المنتصرين ستتعرض مصداقيتها للخطر بسبب هجوم بحري خلال المفاوضات الحرجة. وقد كان للكاتب سباستيان هافنر يرى أن البحارة لم يكونوا متمردين بل كانت قيادتهم البحرية هي التي تمردت على الحكومة وسياستها.
بدأت ثورة البحارة في طرق شيلنغ قبالة فيلهلمسهافن حيث كان الأسطول الألماني راسخًا في انتظار المعركة. في ليلة 29-30 أكتوبر 1918 رفضت بعض أطقم طاعة أوامر، حيث رفض البحارة على متن ثلاث سفن من أسطول البحرية الثالثة رفع المرساة. وتمرد جزء من طاقم السفن ثورنجين و هيلجولاند، بالإضافة إلى بارجتين من السرب الأول. حيث قاموا بعمل الفوضى والتخريب. ولكنهم استسلموا عندما أخرجت بعض زوارق الطوربيد مدافعها تجاه تلك السفن في اليوم التالي واقتيدوا دون أي مقاومة. ومع ذلك فقد اضطرت القيادة البحرية إلى التخلي عن خطتها لمحاربة البحرية البريطانية حيث شعرت أنه لا يمكن الاعتماد على ولاء أطقمها في ذلك الوقت، وأمروا السرب الثالث بالعودة إلى كيل. وقام قائد السرب نائب الأدميرال كرافت بمناورة مع بوارجه في جون هيليغولاند. فكانت مناورته ناجحة، حيث تمكن من استعاد السيطرة على سفينته وطاقمها. أثناء تنقله عبر قناة كيل وسجن عنده 47 من طاقم ماركغراف الذين كان يُنظَر إليهم بانهم زعماء عصابات. وقد اقتيدوا إلى أريستانستالت (السجن العسكري) في كيل.

درع تذكاري لأول مجلس عمال والجنود في نقابة عمال كيل في ليجينشتراسه

بدأ البحارة والملاحون بسحب جميع السدود لمنع الأسطول من الإبحار مرة أخرى ومحاولة إطلاق سراح رفاقهم. التقى حوالي 250 في مساء يوم 1 نوفمبر في مبنى نقابة عمال كيل. وأرسلوا وفودا إلى ضباطهم مطالبين بإطلاق سراح المتمردين، لكنهم لم يستمعوا إليها. ونتيجة لذلك بدأ البحّارة بفتح علاقات أوثق مع النقابات العمالية وأحزاب USPD و SPD. ولكن الشرطة أغلقت تم إغلاق مبنى النقابة، مما أدى إلى اجتماع عام كبير في ساحة كيل الكبرى (Großer Exerzierplatz) يوم 2 نوفمبر بإدارة البحار كارل ارتلت الذي كان يعمل في ورشة الطوربيدات في كيل فريدريشسورت ومعه أيضا عامل بناء السفن  لوتار بوب، وكليهما أعضاء في حزب يو إس بي دي (USPD). دعا البحارة باسم السلام والخبز بإطلاق سراح المتمردين وانهاء الحرب وتحسين الظروف الغذائية. وبعدها انتقل المشاركون إلى مركز الاحتجاز لإطلاق سراح البحارة المعتقلين.
وقد استجاب هذا النداء عدة آلاف من الأشخاص بعد ظهر يوم 3 نوفمبر، وحضر أيضًا ممثلو العمال. وقد أثير شعار «السلام والخبز» (Frieden und Brot) مما دل على أن البحارة والعمال لم يطالبوا بإطلاق سراح السجناء فحسب بل وطالبوا أيضا بإنهاء الحرب وتوفير المواد الغذائية. وفي النهاية أيد الناس دعوة أرتلت لتحرير السجناء فانتقلوا مباشرة نحو السجن العسكري. فحاول الضابط الآمر وقف المتطاهرين وارجاعهم فبدأت دوريته بإطلاق طلقات تحذيرية ثم إطلق النار مباشرة على الحشود؛ فقتل 7 أشخاص وأصيب 29 بجروح بالغة. فرد عليه بعض المتضاهرين بإطلاق النار على الشرطة. فأصيب الضابط نفسه بجروح خطيرة من اطلاق النار المتبادل. بعد هذا خفت حدة المواجهات وتفرق المتظاهرون ولكن الاحتجاج تحول إلى ثورة عامة.
في صباح يوم 4 نوفمبر انتقلت مجموعات من المتمردين عبر بلدة كيل، مما أثار تمرد البحارة في مجمع الثكنات الكبير في شمال كيل: فبعد قيام القائد بدورية تفتيش جرت مظاهرات عفوية. فنظم كارل آرتلت أول مجلس عسكري وسرعان ما أنشئت مجالس أخرى. واضطر آمر القاعدة البحرية فيلهلم سوشون للتفاوض. فأطلق سراح البحارة ومثيري الشغب المسجونين، وتمكن الجنود والعمال من السيطرة على المؤسسات الحكومية والعسكرية. وفي خرق لوعود سوشون تقدمت قوات منفصلة لإنهاء الثورة ولكن اعترضها المتمردين وأعادوها إلى الوراء ومنهم انضم إلى البحارة والعمال. بحلول مساء يوم 4 نوفمبر كانت كيل في يد 40,000 من البحارة والجنود والعمال المتمردين، وبعدها بيومين سقطت فيلهلمسهافن.
وفي تلك الليلة وصل نائب الحزب الديمقراطي الاجتماعي في الرايخستاغ غوستاف نوسكه إلى مدينة كيل بعد أن طلب سوشون في برقية بارسال أحد أعضاء الحزب في محاولة لإخضاع الانتفاضة لسيطرة حكومة الرايخ الجديدة وقيادة الحزب. وقد رحب به بحماس. وانتخبوه رئيسا للمجلس العسكري وأعادة السلم والنظام. بعد بضعة أيام تولى منصب آمر القاعدة البحرية، وأصبح لوتار بوب رئيسا للمجلس العسكري العام. وقد تمكن نوسكه خلال الأسابيع التالية في الحد من تأثير المجالس العسكرية في كيل، لكنه لم يستطع منع انتشار الثورة في جميع أنحاء ألمانيا. وقد امتدت الأحداث بالفعل إلى أبعد من كيل.

### انتشار الثورة في كامل الرايخ الألماني

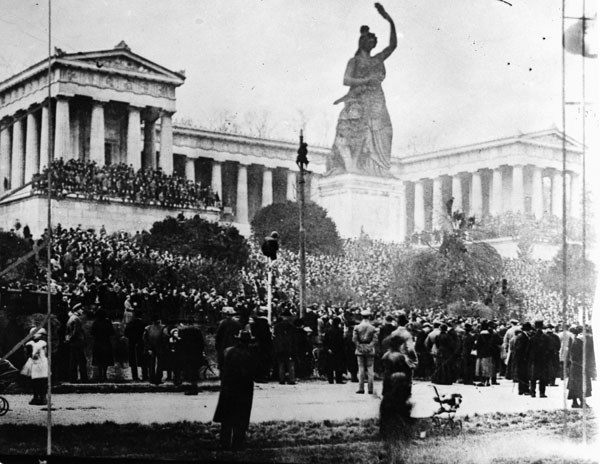
تجمع الحشود في ثيرزينفيس ميونيخ في 7 نوفمبر 1918 الذي مثل نقطة انطلاق ثورة نوفمبر في بافاريا

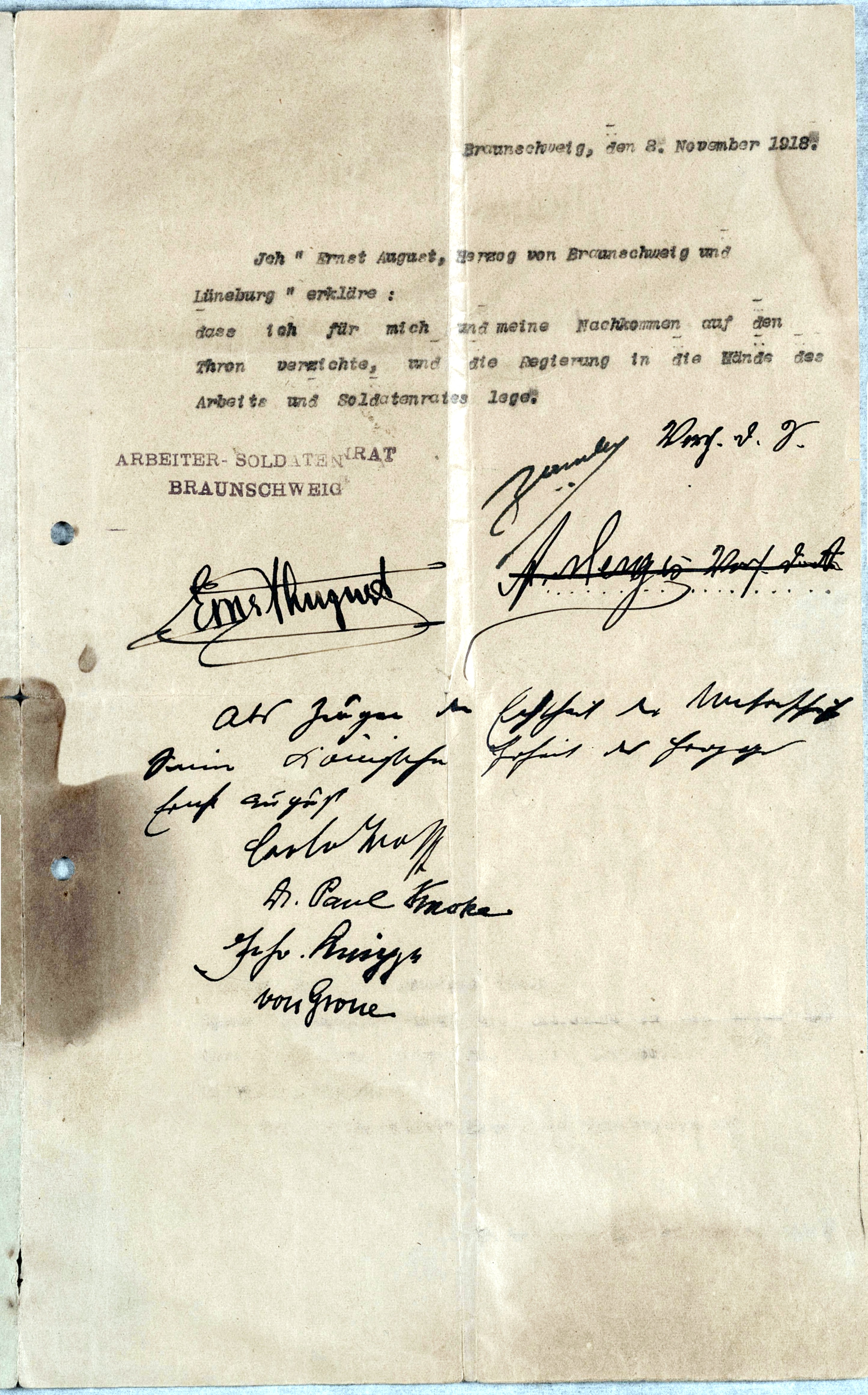
ثورة نوفمبر في برنسويك 8 نوفمبر 1918: اعلان تنازل الدوق إرنست أوغسطس دوق برونزويك

بدأت وفود المتمردين البحارة بالتوزع إلى جميع المدن الكبرى في ألمانيا بدءا من 4 نوفمبر. وبحلول يوم 7 نوفمبر استولت الثورة على جميع المدن الساحلية الكبرى بالإضافة إلى هانوفر وبرونسويك وفرانكفورت وميونيخ دون مقاومة، إلا في هانوفر ولوبيك  حيث حاول قائدان محليان الحفاظ على الانضباط العسكري بقوة السلاح. وفي ميونيخ أجبر مجلس العمال والعسكري آخر ملوك بافاريا لودفيش الثالث على التنازل عن العرش. كانت بافاريا أول دولة عضو في الإمبراطورية الألمانية تُعلن عن جمهورية شعبية جمهورية بافاريا الشعبية برئاسة كورت إيسنر من الـ USPD. في الأيام التالية تنازل حكام جميع الولايات الألمانية الأخرى؛ وآخرها كان غونتر فيكتور أمير شفارتسبورغ في 23 نوفمبر.
كان معظم أعضاء المجالس العسكرية ومجالس العمال من حزبي MSPD و USPD. وبرنامجهم ديمقراطية ومسالمة ومناهضة للعسكرة. وبصرف النظر عن الأسر الملكية، فإنهم جردوا فقط القيادات العسكرية من مناصبهم وامتيازاتهم. ولم يتعرضوا لإدارة الإمبراطورية المدنية وواجباتها وحامليها مثل الشرطة والإدارات البلدية والمحاكم أو التدخل فيها. لم تكن هناك أي مصادرة لممتلكات أو احتلال للمصانع إلا نادرا، لأن مثل تلك الإجراءات كانت متوقعة من الحكومة الجديدة. من أجل إنشاء سلطة تنفيذية ملتزمة بالثورة ومستقبل الحكومة الجديدة ادعت المجالس في البداية أنها تشرف على الإدارة المدنية التي كانت في السابق تحت سيطرة القيادة العسكرية.
وهكذا تمكن الحزب الديمقراطي الاجتماعي MSPD من تأسيس قاعدة ثابتة على المستوى المحلي. ففي حين اعتقدت المجالس أنها تتصرف لصالح النظام الجديد، إلا أن قادة حزب MSPD رأوا فيهم عناصر مزعجة للتغيير السلمي للسلطة وهو ما قد حدث بالفعل. فقد طالبت أحزاب الطبقة المتوسطة بإجراء انتخابات سريعة لتشكيل الجمعية الوطنية تتخذ القرار النهائي بشأن تشكيل الدولة الجديدة. سرعان ما أدى ذلك إلى معارضة جزء كبير من الثوار، وبالخصوص الحزب الديمقراطي الاجتماعي المستقل USPD الذي طالب بتأجيل الانتخابات لأطول فترة ممكنة لمحاولة تحقيق أمر واقع يلبي توقعات جزء كبير من القوة العاملة.
ومن الجدير بالذكر أن المشاعر الثورية لم تؤثر كثيرا على الأراضي الشرقية للإمبراطورية باستثناء المناطق المنعزلة مثل بريسلاو وكونيغسبيرغ. وبدا الاستياء العرقي بين الألمان والأقليات البولندية في الأطراف الشرقية من سيليزيا والتي قمعت لفترة طويلة في ألمانيا قادت بالنهاية إلى الانتفاضة السيليزية.
بحلول الوقت الذي انتهت فيه الثورة في عام 1918 ، تم إزاحة جميع الملوك الألمان الـ21 [الإنجليزية].

### ردود الفعل في برلين
اتفق إيبرت مع الأمير المستشار ماكسيميليان على أنه يجب منع الثورة الاشتراكية ويجب احترام أمر الدولة بأي ثمن. وفي إعادة هيكلة الدولة أراد إيبرت أن يفوز بأحزاب الطبقة الوسطى التي تعاونت بالفعل مع الحزب الديمقراطي الاجتماعي في الرايخستاغ سنة 1917، بالإضافة إلى النخب القديمة للقيصرية الألمانية. وقد أراد أن يتجنب شبح تطرف الثورة على طول الخطوط الروسية، كما أنه قلق من احتمال انهيار الوضع القائم الأمر الذي سيؤدي إلى استيلاء ثوريين غير متمرسين على الإدارة. كان على يقين من أن حزبه الـMSPD سيكون قادرا على تنفيذ خططه الإصلاحية في المستقبل بسبب أغلبيته البرلمانية.
لقد بذل إيبرت قصارى جهده للعمل مع القوى القديمة لإنقاذ الملكية. من أجل إظهار بعض النجاح لأتباعه طالب تنازل الإمبراطور اعتبارا من 6 نوفمبر. لكن فيلهلم الثاني الذي لا يزال في مقره في سبا كان يلعب بالوقت. بعد أن وافق الحلفاء على تهدئة المفاوضات في ذلك اليوم أعرب عن أمله في العودة إلى ألمانيا على رأس الجيش وتهدئة الثورة بالقوة. ووفقًا للملاحظات التي أدلى بها الأمير ماكسيميليان، أعلن إيبرت في 7 نوفمبر: «إذا لم يتنازل القيصر فإن الثورة الاشتراكية لا يمكن تجنبها. لكنني لا أريدها، بل أكرهها فهي مثل الخطيئة». (Wenn der Kaiser nicht abdankt، dann ist die soziale Revolution unvermeidlich. Ich aber will sie nicht، ja، ich hasse sie wie die Sünde.) وقد خطط المستشار السفر إلى سبا وإقناع الإمبراطور شخصيا بضرورة التنازل عن العرش. لكن هذه الخطة تجاوزها الوضع المتدهور بسرعة في برلين.

### السبت 9 نوفمبر 1918: إعلانان للجمهورية

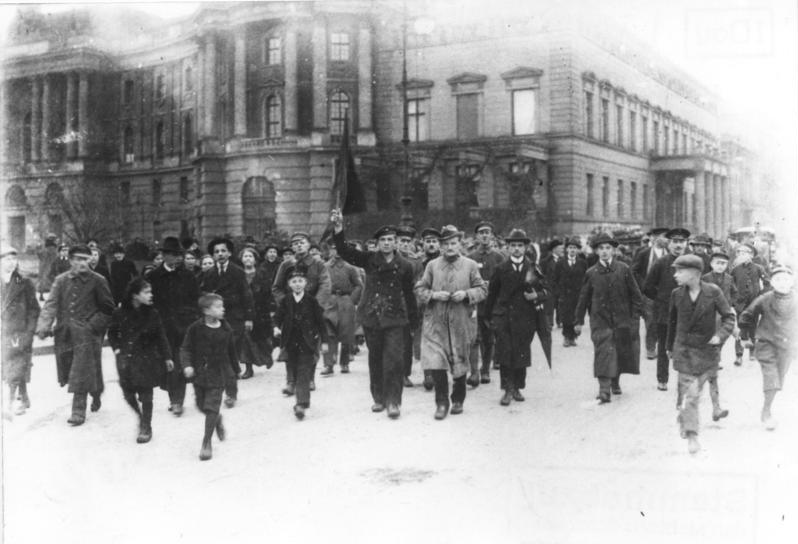
المتظاهرون الثوريون في 9 نوفمبر 1918 في أونتر دن ليندن برلين.

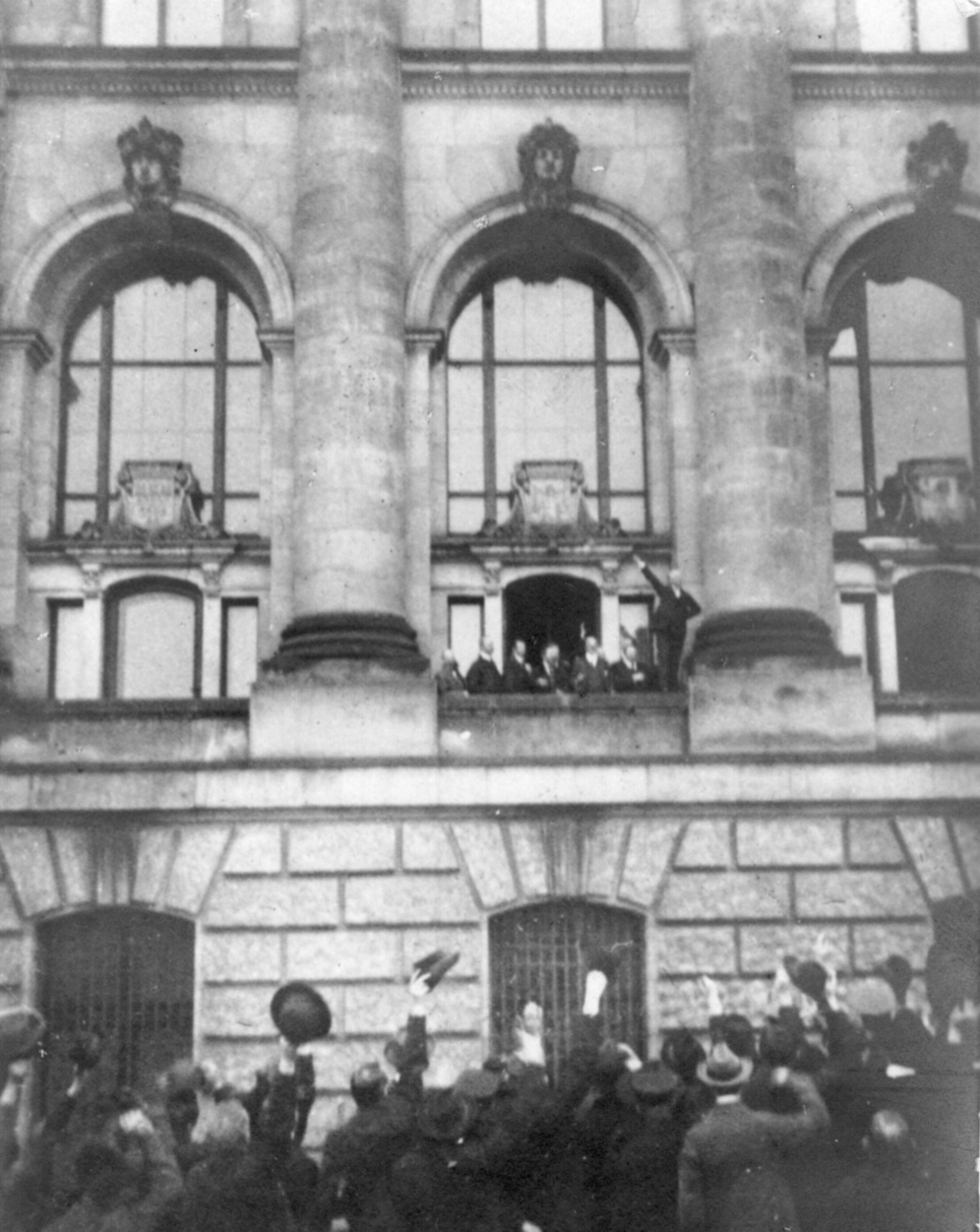
إعلان الجمهورية في 9 نوفمبر 1918: تحدث نائب الحزب SPD فيليب شايدمان من الشرفة الغربية لمبنى الرايخستاغ.

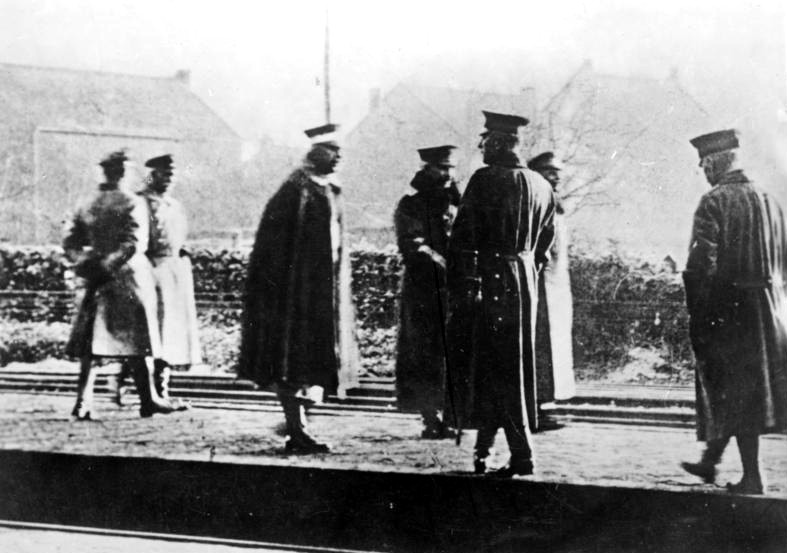
رحلة فيلهلم الثاني. في 10 نوفمبر 1918: الإمبراطور السابق (مركز الصورة أو الرابع من اليسار) على منصة المعبر الحدودي البلجيكي الهولندي إيسدن قبيل مغادرته إلى المنفى الهولندي.

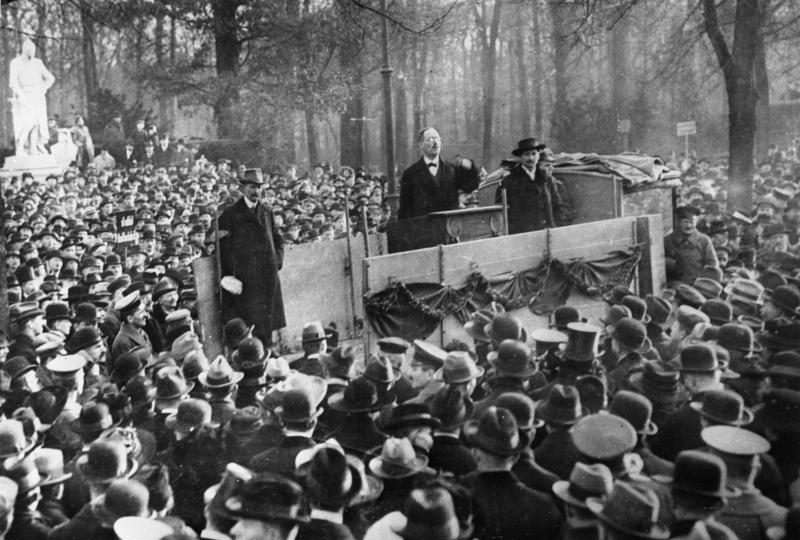
كارل ليبكنخت خلال خطاب ألقاه في حديقة تير جاردن ببرلين، ديسمبر 1918

عقد 26 عضوا من أعضاء حزب USPD مساء يوم 8 نوفمبر في برلين، واعلنوا عن إضراب عام ومظاهرات جماهيرية في اليوم التالي. وكان إيبرت قد طالب مرة أخرى بتنازل الإمبراطور وأراد الإعلان عن هذه الخطوة في اجتماعات الحزب الديمقراطي الاجتماعي للتعبير عن نجاحه. ولمواجهة الاضطرابات المحتملة كان الأمير ماكس فون بادن قد قام بالليل بنقل الفوج الرماة الرابعة الموثوق من ناومبورغ إلى برلين. لكن حتى جنود هذا الفوج لم يكونوا راغبين في إطلاق النار على المواطنين. فعندما قام الضباط بتسليمهم قنابل يدوية صباح يوم السبت 9 نوفمبر أرسلوا وفداً إلى مكتب تحرير صحيفة الحزب الاجتماعي الديمقراطي فورفارتس لإستيضاح الموقف. هناك التقوا بنائب SPD في الرايخستاغ أوتو فيلس، حيث تمكن من إقناع الجنود بدعم قيادة الحزب الديمقراطي الاجتماعي وسياساته. مما قدم أفواج أخرى خضعت لإيبرت. وهكذا اضحت السيطرة العسكرية للعاصمة بيد الديمقراطيين الاجتماعيين. لكن إيبرت كان يخشى يفلت زمام الأمر من يده، خاصة ان تمكن حزب USPD ورابطة سبارتكوس بسحب العمال إلى جانبهم في المظاهرات المعلنة. لأنه في الصباح اليوم التالي انتقل مئات الآلاف من الناس في عدة قطارات إلى مظاهرة في وسط برلين. وكتبت على الملصقات واللافتات شعارات مثل «الوحدة» و«القانون والحرية» و«إخوان لا تطلقوا النار!».
في نفس الوقت تقريبا علم الإمبراطور بعد نتيجة مسح أجري بين 39 قائدا: أن جنود الجبهة لم يعودوا مستعدين لاتباع أوامره. وقبلها بليلة رفض فوج الحرس تنفيذ الأوامر للمرة الأولى. وطلبت حكومة الرايخ في برقيات من برلين بتنازله فورا وعلى وجه السرعة، بحيث يكون لخبر التنازل تأثير مهدئ. ومع ذلك فقد تردد أكثر من ذلك واعتبر تنازله عن منصب الإمبراطور ولكن ليس عن منصب ملك بروسيا. وبعدها بدأ ماكس فون بادن التصرف بمفرده من برلين. فأصدر البيان التالي في ظهر ذلك اليوم دون انتظار القرار من سبا:
فعندما وصل البيان إلى سبا هرب فيلهلم الثاني من بلجيكا المحتلة إلى منفاه في هولندا، فسكن أولاً في أميرونغن ثم بعدها دورن حيث عاش فيها حتى وفاته سنة 1941. وبما أنه لم يوقع على شهادة التنازل في 28 نوفمبر في اميرونغن فإن معبره الحدودي كان مثل الهروب. وخسر بذلك تعاطف جيشه.
لكي يسيطر على الوضع طالب فريدريش إيبرت بعد ظهر يوم 9 نوفمبر بالمستشارية لنفسه، وهو اليوم الذي تنازل فيه الإمبراطور.
جاءت أنباء تخلي الإمبراطور عن العرش متأخرا جدا لإعطاء أي انطباع على المتظاهرين. لم يستجب أحد للنداءات المنشورة في الطبعات الخاصة لصحيفة فورفارتس Vorwärts بالعودة إلى بيوتهم أو الثكنات. وازدادت أعداد المتظاهرين المطالبين بإلغاء الملكية. وكان كارل ليبكنخت الذي أطلق سراحه مؤخرًا من السجن قد سافر فورًا إلى برلين وقام بإعادة تأسيس رابطة سبارتكوس قبلها بيوم. وبدأ بالتخطيط لإعلان الجمهورية الاشتراكية. لم تكن نوايا كارل ليبكنخت معروفة للعامة في ذلك الوقت. ولم يتم حتى الآن الإعلان عن مطالب «رابطة سبارتكوس» إلا في 7 أكتوبر وشملت إعادة هيكلة طويلة المدى للاقتصاد والجيش والقضاء - من بين أمور أخرى مثل إلغاء عقوبة الإعدام. وكان السبب الرئيس للخلاف مع الحزب الديموقراطي الإجتماعي SPD هو مطالبة الرابطة بتأسيس «حقائق سياسية راسخة وغير قابلة للتغيير» من خلال تدابير اجتماعية وغيرها قبل انتخابات الجمعية التأسيسية، في حين أراد حزب SPD ترك قرار النظام الاقتصادي المستقبلي للجمعية.
في طعام الغداء في الرايخستاغ علم نائب رئيس الحزب الديمقراطي الاجتماعي SPD فيليب شيدمان أن ليبكنخت خطط لإعلان قيام جمهورية اشتراكية. لم يرغب شيدمان في ترك المبادرة لرابطة سبارتكوس فاتخذ خطوة حازمة حيث خرج إلى شرفة الرايخستاغ، وأعلن من هناك قيام الجمهورية أمام حشد من المتظاهرين، (على عكس إرادة إيبرت المعلنة). كانت الصيغة الدقيقة لإعلانه مثيرة للجدل. أعادها شايدمان بنفسه بعد عامين:
وبعدها بساعات قليلة نشرت جرائد برلين عن اعلان ليبكنخت للجمهورية الاشتراكية من حدائق برلين - وربما بشكل متزامن تقريبا - والتي أكدها مرة أخرى من شرفة قصر مدينة برلين إلى حشد من الناس  حوالي الساعة الرابعة مساءًا:
ولكي يخرج إيبرت من المزاج الثوري العام وأن يلبي مطالب المتظاهرين من أجل وحدة الأحزاب العمالية، عرض على USPD دخول الحكومة وقبول ليبكنخت وزيرا فيها. فطالب ليبكنخت بسيطرة المجالس العمالية على الجيش وجعل مشاركته في الحكومة مشروطة على ذلك. لم يتمكن ممثلو حزب USPD  من الاتفاق على عرض إيبرت في ذلك اليوم، بسبب أن رئيس الحزب هوغو هاس كان في كيل.
لم يشمل الدستور الإعلان المبكر عن تنازل الإمبراطور ولا نقل المستشارية من  ماكس فون بادن إلى إيبرت ولا إعلان شيدمان عن الجمهورية. كانت هذه كلها تصرفات ثورية من أبطال لا يريدون ثورة لكنهم اتخذوا إجراءات احترازية. ومع ذلك فقد جرت ثورة حقيقية في ذات المساء الذي ثبت لاحقا أنه تصرف عبثي. ففي حوالي الساعة 8 مساء قامت مجموعة مكونة من 100 من المشرفين الثوريين من مصانع برلين الكبرى باحتلال مبنى الرايخستاغ، يقودهم ريتشارد مولر وإميل بارث فشكلوا برلمانًا ثوريًا. وقد كان معظم الحاضرين من القادة المشاركين  في إضراب يناير من هذا العام. فلم يكونوا واثقين من قيادة الحزب الديمقراطي الاجتماعي وكان لديهم تحالف مع USPD اليساري ورابطة سبارتكوس الثورية. وكانوا يخططون لانقلاب مستقل في 11 نوفمبر، لكنهم فوجئوا بالأحداث الثورية منذ كيل. وفي 8 نوفمبر ألقي القبض على الخبير العسكري في المجموعة إيرنست داويم الذي نفذ جميع خطط الانتفاضة، قرر التحالف اتخاذ إجراء فوري لإنتزاع زمام المبادرة من إيبرت، فأعلنوا عن انتخابات في اليوم التالي. بحيث في ذلك الأحد يكون كل مصنع في برلين وكل فوج ينتخب مجالس العمال والعسكري التي كانت بدورها تنتخب حكومة ثورية من أعضاء الحزبين العماليين (SPD و USPD). وينفذ مجلس نواب الشعب (Rat der Volksbeauftragten) قرارات الحكومة الثورية. عندما عزم الثوار ازاحة إيبرت من المستشارية والرئاسة.

### الأحد 10 نوفمبر:المجالس الثورية المنتخبة والهدنة

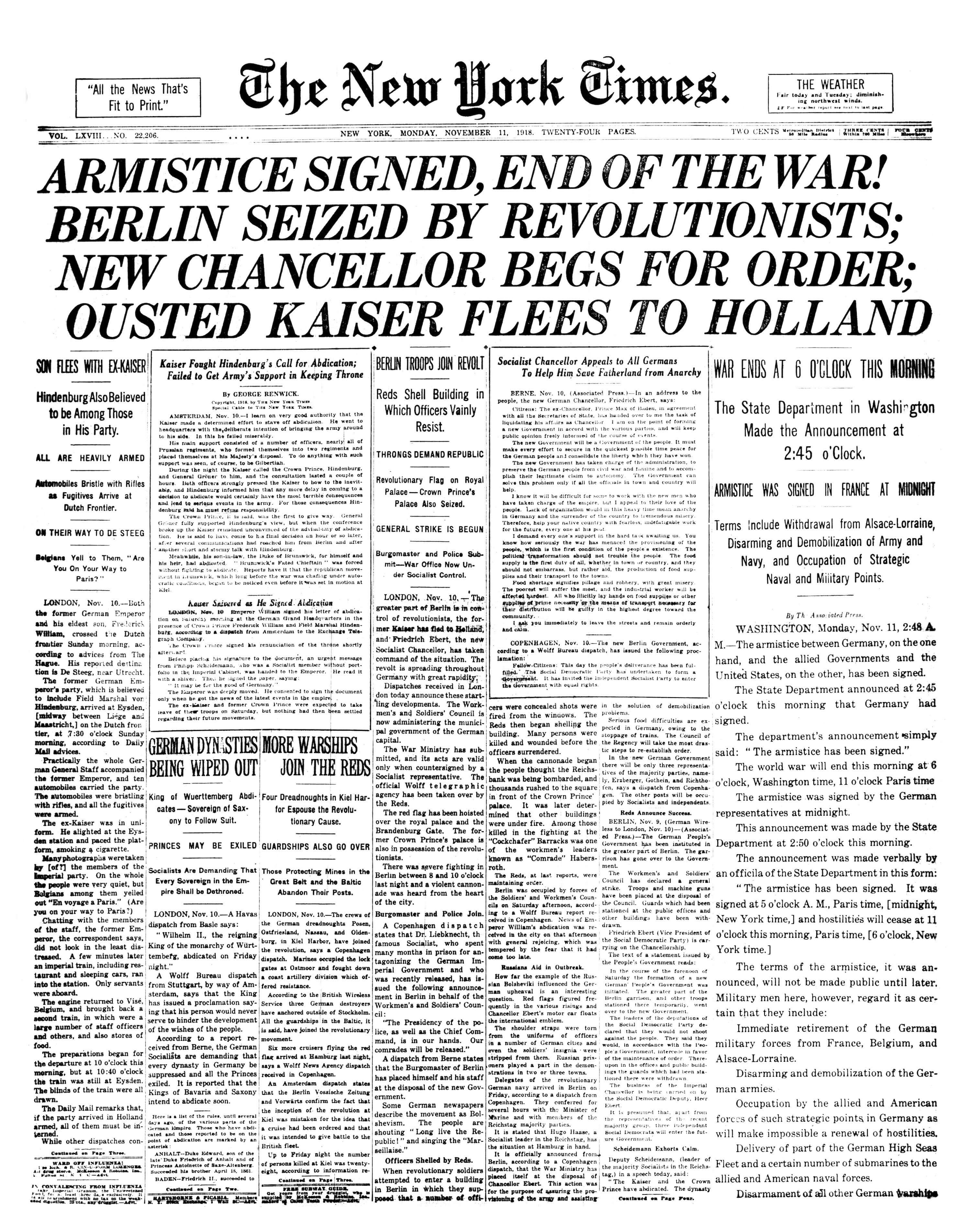
"استولى الثوار على برلين": نيويورك تايمز في يوم الهدنة 11 نوفمبر 1918.

علمت قيادة الحزب الديمقراطي الاجتماعي عن خطط المشرفين الثوريين مساء السبت. وبما أنه لم يعد بالإمكان منع إجراء انتخابات المجالس ولا منع الناخبين من التصويت، أرسل إيبرت المندوبيين إلى جميع أفواج برلين وإلى المصانع أثناء الليل وفي صباح اليوم التالي. يجب أن يوجهوا أصواتهم في الانتخابات لصالحه ويعلنون عن مشاركة الحكومة التي خطط لها USPD. ولكن تلك الأنشطة لم تفت من اهتمام ريتشارد مولر والمشرفين الثوريين. وكما كان متوقعا فأن إيبرت ضبط نغمة الحكومة الجديدة، لذا خططوا بأن يجتمع المجلس ليس فقط لإنتخاب الحكومة بل وأيضا لإنشاء لجنة عمل لتنسيق عمل مجالس العمال والعسكرية. وقد أعد المشرفون الثوريون لهذه الانتخابات قائمة بأسماء التي لم تمثل الحزب الديمقراطي الاجتماعي. فقد كانوا يأملون بإنشاء هيئة مراقبة مقبولة لهم يتابعون بها الحكومة.
اجتمعت الجمعية في فترة مابعد ظهر يوم 10 نوفمبر في سيرك بوش، حيث انحازت أغلبية الأصوات مع SPD: تقريبا جميع المجالس العسكرية وجزء كبير من ممثلي العمال. وقد أعادوا التأكيد على المطالبة «بوحدة الطبقة العاملة» التي طرحها الثوار في اليوم السابق واستخدموا الشعار الآن لفرض توجه إيبرت. وكما هو مخطط  فقد انتخب ثلاثة أعضاء من كل حزب اشتراكي في «مجلس ممثلي الشعب»: من USPD رئيسها هاس ونائب الرايخستاغ فيلهلم ديتمان وإميل بارث من المشرفون الثوريون. أما ممثلو حزب الديمقراطي الاجتماعي SPD الثلاثة هم إيبرت وشيدمان ونائب ماغديبرغ في الرايخستاغ أوتو لاندسبرغ.
وقد أثار اقتراح المشرفون الثوريون، الذي كان مفاجئًا لقيادة الحزب الديمقراطي الاجتماعي بانتخاب لجنة عمل تكون هيئة مراقبة مناقشات ساخنة. وفي النهاية نجح إيبرت في أن يتكون المجلس من 24 عضوًا في برلين الكبرى مناصفة من أعضاء حزبي SPD و USPD. وترأس المجلس التنفيذي ريتشارد مولر المتحدث باسم المشرفون الثوريون وبروتوس مولكنبهر. وقرر المجلس التنفيذي  للرايخستات ببرلين عقد اجتماع في شهر ديسمبر.
في ظل هذا اضطرابات ذلك اليوم لم ينتبه أحد إلى قبول حكومة «إيبرت» للشروط القاسية للحلفاء من أجل هدنة لإنهاء الحرب بعد طلب متجدد من القيادة العليا. وفي 11 نوفمبر وقع نائب حزب الوسط ماتياس إيرزبرغر نيابة عن برلين اتفاق الهدنة في كومبيين بفرنسا لإنهاء الحرب العالمية الأولى. واتصل إيبرت في مساء يوم 10 نوفمبر بالجنرال فيلهلم غرونر الجنرال العام للجيش في سبا، بلجيكا. ولتأكيد دعم الجيش له تم إعطاء الجنرال لإيبرت وعدًا بإعادة التسلسل الهرمي العسكري ومساعدة الجيش له لاتخاذ إجراءات ضد المجالس. كان وراء اتفاقية إيبرت-غرونر [الإنجليزية] السرية هو خوف SPD أن تؤدي الثورة إلى جمهورية سوفييتية مبنية على النموذج الروسي. ومع ذلك  لم يكسب اتفاق إيبرت-غرونر السري تعاطف فيلق الضباط الإمبراطوريين للجمهورية. في الوقت نفسه ازداد سلوك إيبرت المبهم مع العمال الثوريين والجنود وممثليهم. وهكذا خسرت قيادة الحزب الديمقراطي الاجتماعي المزيد والمزيد من ثقة مؤيديه دون اكتساب تعاطف مع معارضي الثورة.

### حكم مزدوج
على الرغم من أن إيبرت حافظ على دور حزب SPD المهيمن إلا أنه غير راضٍ عن النتائج. فقد كان يرى أن برلمان المجلس والمجلس التنفيذي ليسا وسيلة مساعدة ولكن عقبات في الطريق إلى نظام انتقال سلس من الإمبراطورية إلى الدولة. لقد نظرت قيادة الحزب الديمقراطي الاجتماعي SPD إلى خطورة المجالس ليس إلى النخب العسكرية والإدارية القديمة. ويبدوا أنهم بالغوا جدا في ولاء النخبة القديمة للجمهورية الجديدة. وفوق ذلك كان إيبرت منزعجًا من حقيقة أنه لم يعد بإمكانه العمل كمستشار للرايخ أمامهم، ولكن فقط رئيسا لحكومة ثورية. في الواقع كانت تلك النخبة تنظر إليه على أنه خائن على الرغم من أنه جاء إلى قمة الثورة لكبحها.
نظريا كان المجلس التنفيذي أعلى مجلس في النظام الثوري، وبالتالي مولر هو رئيس الدولة الجديدة المعلنة «جمهورية ألمانيا الاشتراكية». لكن عمليا كانت مبادرة المجلس مسدودة بسبب صراعات الداخلية على السلطة. قرر المجلس التنفيذي استدعاء «مجمع المجلس الإمبراطوري» إلى برلين في ديسمبر. في الأسابيع الثمانية من الحكم المزدوج للمجلس التنفيذي وحكومة الرايخ كانت الأخيرة هي المهيمنة. على الرغم من أن هاس كان رئيسًا رسميًا للمجلس ويتمتع بحقوق متساوية، إلا أن الإدارة العليا كانت تخضع لإيبرت فقط.

### اتفاق ستينس-لجيون
اختلف الثوار فيما بينهم حول النظام الاقتصادي والسياسي المستقبلي. حيث فضل كل من SPD و USPD وضع الصناعات الثقيلة ان تكون تحت السيطرة البرلمانية. بينما أرادت الأجنحة اليسارية لكلا الحزبين والمشرفين الثوريين أن يتجاوزوا ذلك وأنشئوا «حكما مباشرا» على قطاع الإنتاج، بمندوبين منتخبين ليهيمنوا على السلطة السياسية. لذلك كانت من مصلحة الحزب الديمقراطي الاجتماعي منع سيطرة المجالس [الإنجليزية]. فحتى النقابات سيجعلها المجالس زائدة عن الحاجة. ولمنع تلك التطورات اجتمع رئيس الهيئة العامة للنقابات العمالية الألمانية كارل ليجين مع ممثلي الصناعات الكبيرة هوجو ستينز وكارل فريدريك فون سيمنز في برلين في الفترة من 9 إلى 12 نوفمبر. ثم وقعوا اتفاقا في 15 نوفمبر بمزايا للجانبين: فوعد ممثلو النقابات بضمان الإنتاج المنظم لإنهاء الإضرابات العشوائية للحد من نفوذ المجالس ومنع تأميم وسائل الإنتاج. ومن جانبهم كفل أرباب العمل بجعل يوم العمل ثماني ساعات وهو الذي طالب به العمال عبثا لسنوات. واعترف أرباب العمل على المطالبة النقابية بأنهم الممثل الوحيد والدائم للعمال بدلا من المجالس. وقد شكل كلا الطرفين «اللجنة المركزية لصيانة الاقتصاد» (Zentralausschuss für die Aufrechterhaltung der Wirtschaft).
وأيضا شكلا مجموعة عمل مركزية سميت «لجنة التحكيم» (Schlichtungsausschuss) للتوسط في النزاعات المستقبلية بين أصحاب العمل والنقابات. كما تم الاتفاق على تشكيل لجان عمالية في كل مصنع بأكثر من 50 عاملاً جنبا إلى جنب مع إدارة الشركة لمراقبة الامتثال للاتفاقات الجماعية. وبهذا الترتيب حققت النقابات أحد مطالبها القديمة لكنها قوضت كل الجهود لتأميم وسائل الإنتاج واقصاء هيمنة المجالس بقوة.

### الحكومة الانتقالية وحركة المجلس

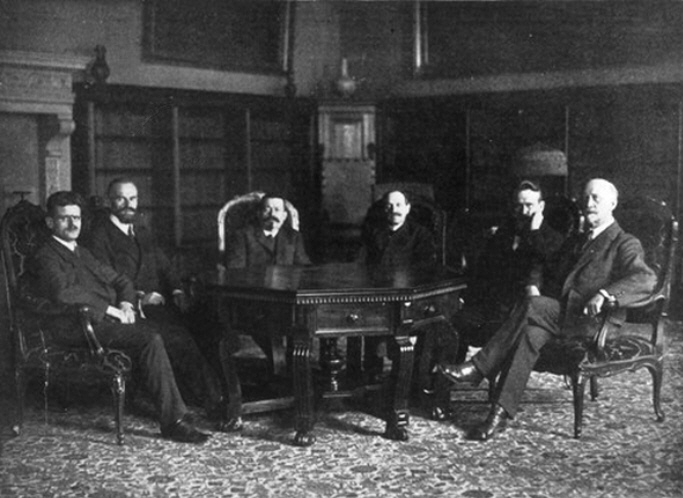
أعضاء مجلس ممثلي الشعب قبل انسحاب حزب USPD. من اليسار: إميل بارث (USPD)، أوتو لاندزبرغ (MSPD)، فريدريش إيبرت (MSPD)، هوغو هاس (USPD)، فيلهلم ديتمان (USPD), فيليب شايدمان (MSPD)

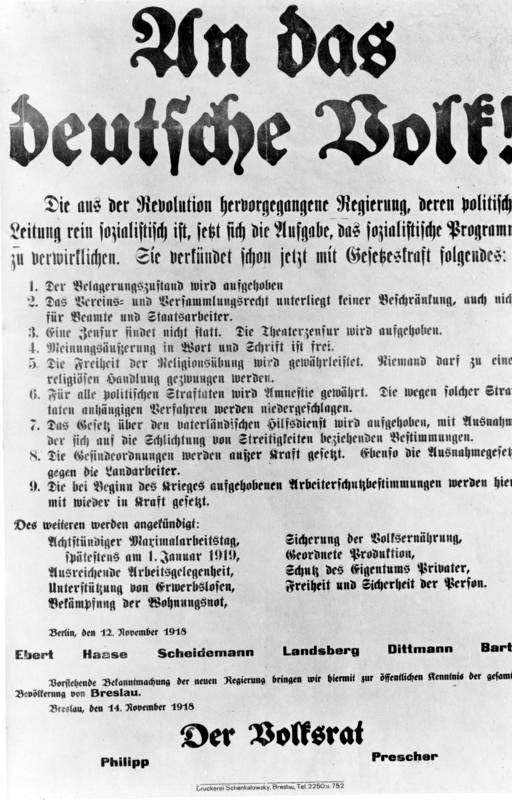
إعلان ملصق للحكومة الثورية في 12 نوفمبر 1918

لم يتمكن الرايخستاج من عقد جلساته منذ 9 نوفمبر. وكان مجلس ممثلي الشعب والمجلس التنفيذي قد حلا محل الحكومة القديمة، لكن الجهاز الإداري السابق للدولة ظل دون تغيير. وقد حل ممثلي الحزب الاجتماعي الديمقراطي MSPD و USPD محل كبار ضباط القيصرية السابقين. اما الباقي فقد احتفظوا جميعهم بمهامهم وواصلوا عملهم دون تغيير كبير.
في يوم 12 نوفمبر نشر مجلس ممثلي الشعب برنامجه الحكومي الديمقراطي والاجتماعي. وألغى حالة الطوارئ والرقابة وكذلك ألغيت حالة النظام الخدم [الألمانية] (بالألمانية: Gesindeordnung) -التي تحكم العلاقات بين الخادم والسيد- وأدخلت حق التصويت لأول مرة للنساء من سن 20. ونال جميع السجناء السياسيين على عفو عام. وقد تم سن اللوائح الخاصة بشأن حرية تكوين الجمعيات والتجمع والصحافة. وأصبح عمل اليوم ثماني ساعات اجبارياً على أساس اتفاق ستينس-لجيون، وزيادة الاستحقاقات المتعلقة البطالة والضمان الاجتماعي والتأمين ضد الحوادث.
بناء على إصرار ممثلي USPD أنشأ مجلس ممثلي الشعب «لجنة التأميم» بعضوية كارل كاوتسكي ورودلف هيلفردنج وأوتو هوي وآخرين. كان على هذه اللجنة أن تدرس أي الصناعات المناسبة للتأميم ولإعداد تأميم صناعة الفحم والصلب. اجتمعت هذه اللجنة حتى 7 أبريل 1919 دون أي نتيجة ملموسة. حيث انشئت «هيئات الإدارة الذاتية» فقط في مناجم الفحم والبوتاس وفي صناعة الصلب. وظهرت من تلك الهيئات لجان عمل الألمانية الحديثة أو لجان المصانع. ولكن لم تبدأ بعد المصادرة الاشتراكية.
فضلت قيادة الحزب الديمقراطي الاجتماعي العمل مع الإدارة السابقة بدلاً من مجالس العمال والعسكريين الجديدة، لأنها اعتبرتهم غير قادرين على توفير احتياجات السكان بانتظام. مما تسبب هذا بنشوب صراع مستمر مع المجلس التنفيذي بدءا من منتصف نوفمبر. وأيضا كان المجلس يغير مواقفه باستمرار وفقا لمصالح أولئك الذين كان يمثلهم. ونتيجة لذلك سحب إيبرت المزيد من الصلاحيات بهدف منع تدخل المجلس وإعادة دمجه في الدولة. وقد بالغ أبيرت وقيادة حزبه في تقدير سلطة كل من المجلس التنفيذي ورابطة سبارتكوس. فالرابطة لم تكن تسيطر على حركة المجلس كما يعتقد الحرس القديم والبعض من حزب SPD.
في المدن التالية: لايبزغ وهامبورغ وبريمن وكيمنتس وغوتا جعلت مجالس العسكرية والعمال إدارة المدينة تحت سيطرتهم. بالإضافة إلى اعتقال جميع موظفي الخدمة المدنية الموالين للإمبراطور في المدن التالية: برونزويك ودوسلدورف ومولهايم أن در رور وتسفيكاو. وشكل ماسمي الحرس الأحمر في هامبورغ وبريمن لحماية الثورة. وأوقف مجلس إدارة مجموعة أشغال ليونا [الإنجليزية] وهو مصنع كيميائي عملاق بالقرب من مرسيبورغ، وحل محله مجلس مستشارين. غالباً ما يكون تعيين المجالس الجديدة عشوائي وتعسفي وليس لديها خبرة إدارية. إلا أن غالبية المجالس أتت بترتيبات مع الإدارات القديمة مما مكن من استعادة القانون والنظام بسرعة. على سبيل المثال كان ماكس فيبر أحد أعضاء مجلس العمال في هايدلبرغ وكانت مفاجأة سارة أن معظم الأعضاء كانوا ليبراليين معتدلين. وقد تولت المجالس توزيع الطعام وعمل قوة الشرطة ووتوفير السكن والغذاء للجنود العائدين من الخطوط الأمامية إلى ديارهم تدريجيا.
اعتمدت الإدارة القديمة والمجالس على بعضها البعض: بحيث لدى البعض المعرفة والخبرة، والبعض الآخر لديه النفوذ السياسي. وقد انتخب أعضاء SPD في المجالس التي اعتبروا انشطتها حلاً مؤقتًا حسب نظرتهم وأيضا عند غالبية السكان الألمان. فلم يتم بحث إدخال الجمهورية السوفياتية أو حتى دكتاتورية مجلس البلشفي في ألمانيا في 1919/1918. ولم يتم منحهم حتى فرصة للتفكير في الأمر. أراد الكثيرون دعم الحكومة الجديدة وتوقعوا أن تلغي النزعة العسكرية والدولة الاستبدادية. فالحرب أتعبتهم جدا وأملوا في التوصل إلى حل سلمي. حيث بالغوا في تقدير الإنجازات الثورية. وقد دعمت أغلبية المجالس النظام البرلماني وانتخابات الجمعية الوطنية التأسيسية حيث أثبتت لهم الانتخابات التي جرت على مدى عقود من الزمن في الرايخستاغ مدى قوة العمل البرلماني للحزب الديمقراطي الاجتماعي.

### مؤتمر مجلس الرايخ

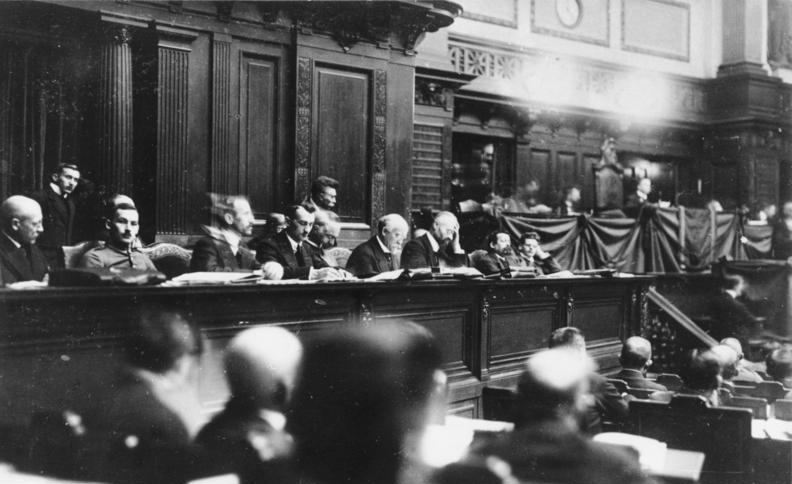
مجلس الرايخ لمجلس العمال والعسكري في مجلس النواب البروسي في برلين من 16-20 ديسمبر 1918. في كراسي الوزراء، ويرى ممثلي الشعب وبارث وإيبرت واندسبيرغ وشيدمان (من اليسار إلى اليمين)

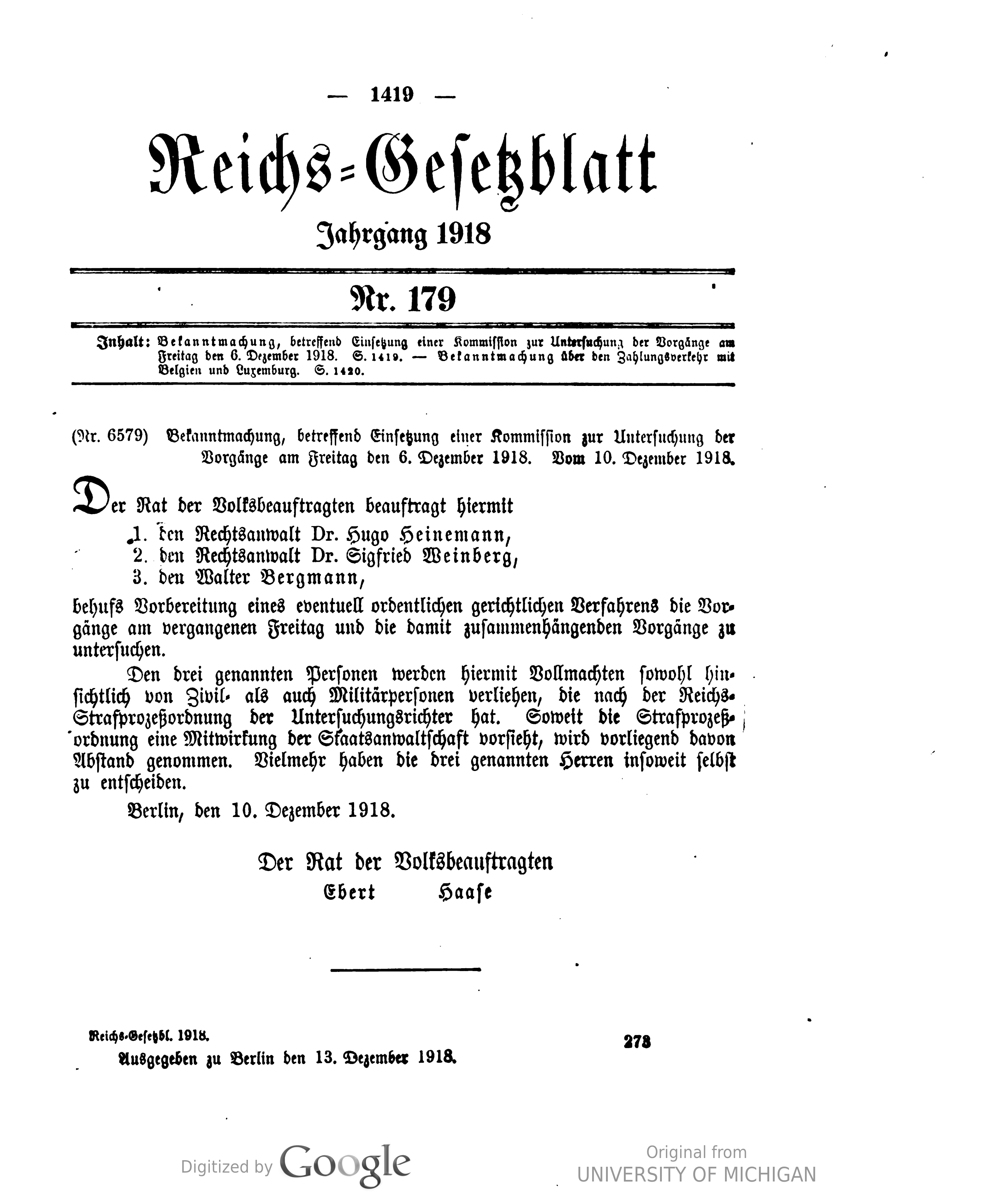
إشعار بإنشاء لجنة للتحقيق في أحداث يوم الجمعة 6 ديسمبر 1918 في جريدة قانون الرايخ.

وتنفيذا لقرار اللجنة التنفيذية أرسلت مجالس العمال والعسكرية من جميع أنحاء الرايخ نوابًا إلى برلين، حيث سيجتمعون يوم 16 ديسمبر في سيرك بوش لحضور المؤتمر العام الأول للمجالس العمال والعسكرية (Erster) Allgemeiner Kongress der Arbeiter- und Soldatenräte). لمنع هذا خطط إيبرت والجنرال غروينر لاستعادة السيطرة على العاصمة يوم 15 ديسمبر، فطلبا من القوات الموجودة في برلين منع هذا المؤتمر. ولكن قامت إحدى تلك الكتائب المعينة بفتح النار قبل أوانها يوم 6 ديسمبر مطالبة إيبرت ليكون رئيسا. فعند محاولتها القبض على المجلس التنفيذي فتح جنودها النار على مظاهرة غير مسلحة للحرس الأحمر وممثلين عن المجالس العسكرية المنتسبين إلى رابطة سبارتكوس فقتل 16 شخصا. عندها أضحت إمكانية العنف وخطر انقلاب اليمين مرئية بالفعل. ردا على هذا الحادث طالبت روزا لوكسمبورغ في 12 ديسمبر في صحيفة تابعة للسبارتكوس  بالنزع السلمي لأسلحة الأفواج العسكرية العائدة للوطن وتسليمها لقوة العمال في برلين. وطالبت بخضوع المجلس العسكري للبرلمان الثوري وأن يعاد تثقيف الجنود.
لمنع ذلك خطط إيبرت والجنرال غروينر لاستعادة السيطرة على العاصمة في 15 ديسمبر بمساعدة قوات خط المواجهة الذين بدأوا بالعودة إلى برلين في 10 ديسمبر، فاستقبل إيبرت عشرة أفواج عائدة من الجبهة أملاً في استخدامها ضد المجالس. ولكن تبين لاحقا أن تلك القوات لم تكن مستعدة للقتال. فالحرب قد انتهت وأعياد الميلاد على الأبواب، ومعظم الجنود يريدون فقط العودة إلى منازلهم لرؤية عائلاتهم. لذلك فروا بعد وصولهم برلين بوقت قصير. عندها لم تحصل الضربة ضد مؤتمر مجلس الرايخ.
على كل لم تكن تلك الضربة لها ضرورة على أي حال، لأن المؤتمر الذي تولى عمله في 16 ديسمبر في مجلس النواب البروسي كانت أغلبيته من أتباع الحزب الديمقراطي الاجتماعي. ولم يتمكن كارل ليبكنخت من الحصول على مقعد. ولم يكن لرابطة سبارتكوس أي تأثير. وفي 19 ديسمبر صوتت المجالس بأغلبية 344 مقابل 98 ضد إنشاء نظام المجلس ليكون أساس لدستور جديد. وعوضا عنها أيدوا قرار الحكومة بالدعوة إلى إجراء انتخابات للجمعية الوطنية التأسيسية في أقرب وقت ممكن، ليقرر دستورها شكل ونظام الدولة.
القضية الوحيدة بين إيبرت والمؤتمر كانت مسألة السيطرة على الجيش. كان المؤتمر يطالب بالموافقة على إنشاء مجلس مركزي منتخب في القيادة العليا للجيش  والانتخاب الحر للضباط والسلطات التأديبية لمجالس الجنود. وقد يكون هذا مخالفاً للاتفاق السري المبرم بين إيبرت والجنرال غروينر. لذلك لم يدخر كل منهما جهدا لإبطال هذا القرار. فبدأت القيادة العليا (التي انتقلت في هذه الأثناء من سبا إلى كاسل) لإنشاء فيالق المتطوعين المخلصين (فريكوربس) ضد الخطر البلشفي المزعوم. على عكس الجنود الثوريين في نوفمبر كانت تلك القوات من الضباط ذوي الميول الملكية ومن الذين يخشون العودة إلى الحياة المدنية.

### أزمة عيد الميلاد 1918

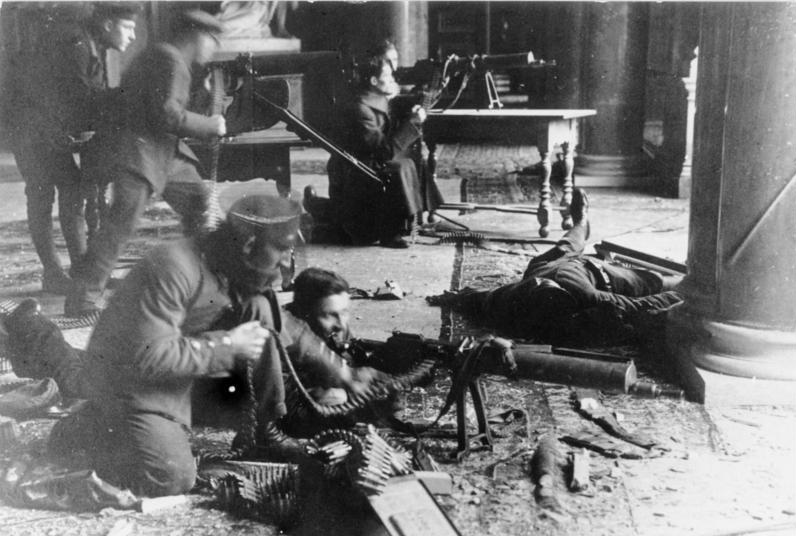
جنود الكتيبة البحرية الشعبية في معارك عيد الميلاد بين أعمدة قاعة قصر برلين

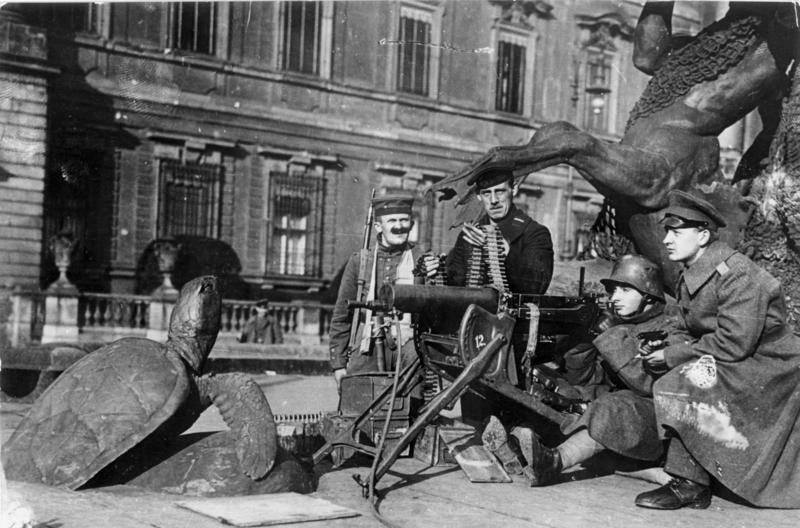
مدفع رشاش أمام قصر برلين 1918

في 9 نوفمبر قامت الحكومة بنقل الكتيبة البحرية الشعبية (بالألمانية: Volksmarinedivision) المشكلة حديثًا من كيل إلى برلين لحمايتها. وأقاموا في مباني الإسطبلات الملكية (Neuer Marstall) بجوار قصر برلين. كانت الكتيبة شديدة الولاء وقد رفضت المشاركة في المحاولة الانقلابية يوم 6 ديسمبر. حتى أن البحارة عزلوا قائدهم لرؤيته متورطًا في المحاولة. كان هذا الولاء الذي أعطاهم سمعة بأنهم يؤيدون رابطة سبارتكوس. ولكن بعد سرقة عدة كنوز فنية مختلفة من القصر حيث تمركزت القوات طالب مجلس ممثلي الشعب بحلها ووسحبها من المنطقة. فقام أوتو فالس القائد العام لبرلين منذ 9 نوفمبر وبالتوافق مع إيبرت بوضع البحارة تحت الضغط من خلال عدم دفع أجورهم.
اندلعت المعارك في عيد الميلاد يوم 23 ديسمبر. فاحتل البحارة مبنى مستشارية الرايخ، وقطعوا خطوط الهاتف، ووضعوا أعضاء مجلس ممثلي الشعب قيد الإقامة الجبرية واحتجزوا فالس في الاسطبلات رهينة وأساؤوا معاملته. على عكس ما كان يتوقعه ثوار سبارتكوس لم يستغل الجنود الوضع للقضاء على حكومة إيبرت لكنهم اصروا فقط على دفع أجورهم. فأعطى إيبرت الذي كان على اتصال بالقيادة العليا في كاسل عبر خط هاتفي سري أوامره بمهاجمة مقر الإقامة البحارة بقوات موالية للحكومة صباح يوم 24 ديسمبر. ولكن تمكن البحارة من صد الهجوم وافشاله. فقتل 56 جنديًا حكوميًا و 11 بحارًا وبعض المدنيين. بعد تجدد المفاوضات قام البحارة بإخلاء القلعة والإسطبلات وإطلاق أوتو فالس الذي فقد منصبه. وحصل أفراد الكتيبة البحرية الشعبية على رواتبهم وظلت وحدة عسكرية متماسكة. بالمقابل انسحبت القوات الحكومية من وسط برلين، حيث حلت نفسها وانضمت إلى قوات فريكوربس المشكلة حديثًا. وللتعويض عن انسحابهم المهين احتلوا مؤقتًا مكاتب صحيفة العلم الأحمر. أظهرت تلك الحادثة هشاشة الحكومة التي لم يكن لديها قوات خاصة موثوق بها وقوية. وهكذا عززت الأزمة التحالف بين ايبرت وغرونر، التي جاءت بمعناها الحقيقي في معارك عيد الميلاد. وبقيت اليد العسكرية العليا في برلين عند الكتيبة البحرية الشعبية. ولكنها أيضا لم تتدخل بالوضع السياسي.
أظهرت تلك المناوشات أن الثورة ليس لديها أي توجيه أو قيادة. حتى وإن كان ليبكنخت قائدًا ثوريًا مثل لينين الذي جعلته الثورة البلشفية أسطورة، إلا أن كتيبة البحارة وكذلك المجالس لم يقبلوه على هذا الصورة. لذا فقد كانت النتيجة الوحيدة لأزمة عيد الميلاد التي أسماها ثوار سبارتكوس:«عيد الميلاد إيبرت الدموي» هي دعوة المشرفين الثوريين إلى تنظيم مظاهرة في يوم عيد الميلاد، وترك الحزب الديمقراطي الاجتماعي المستقل (USPD) الحكومة احتجاجًا في 29 ديسمبر. لكن هذا كان مفيداً لزعيم الحزب الديمقراطي الاجتماعي (SPD) لأنه سمح لهم بالمشاركة بسبب ضغط الأحداث الثورية. وبعدها بأيام تحولت هزيمة حكومة إيبرت العسكرية إلى نصر سياسي.

### تأسيس الحزب الشيوعي وانتفاضة يناير

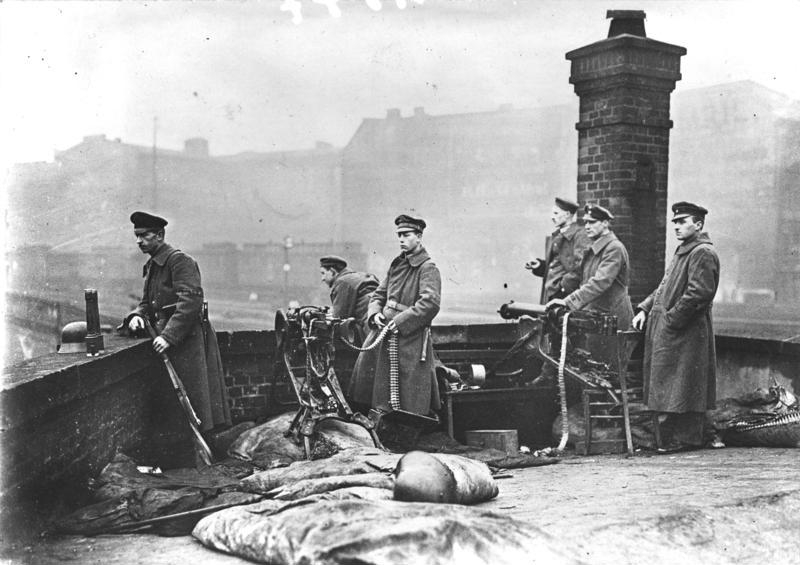
احتلال القوات الحكومية لمحطة سكك حديد سيليزيا في برلين 1919

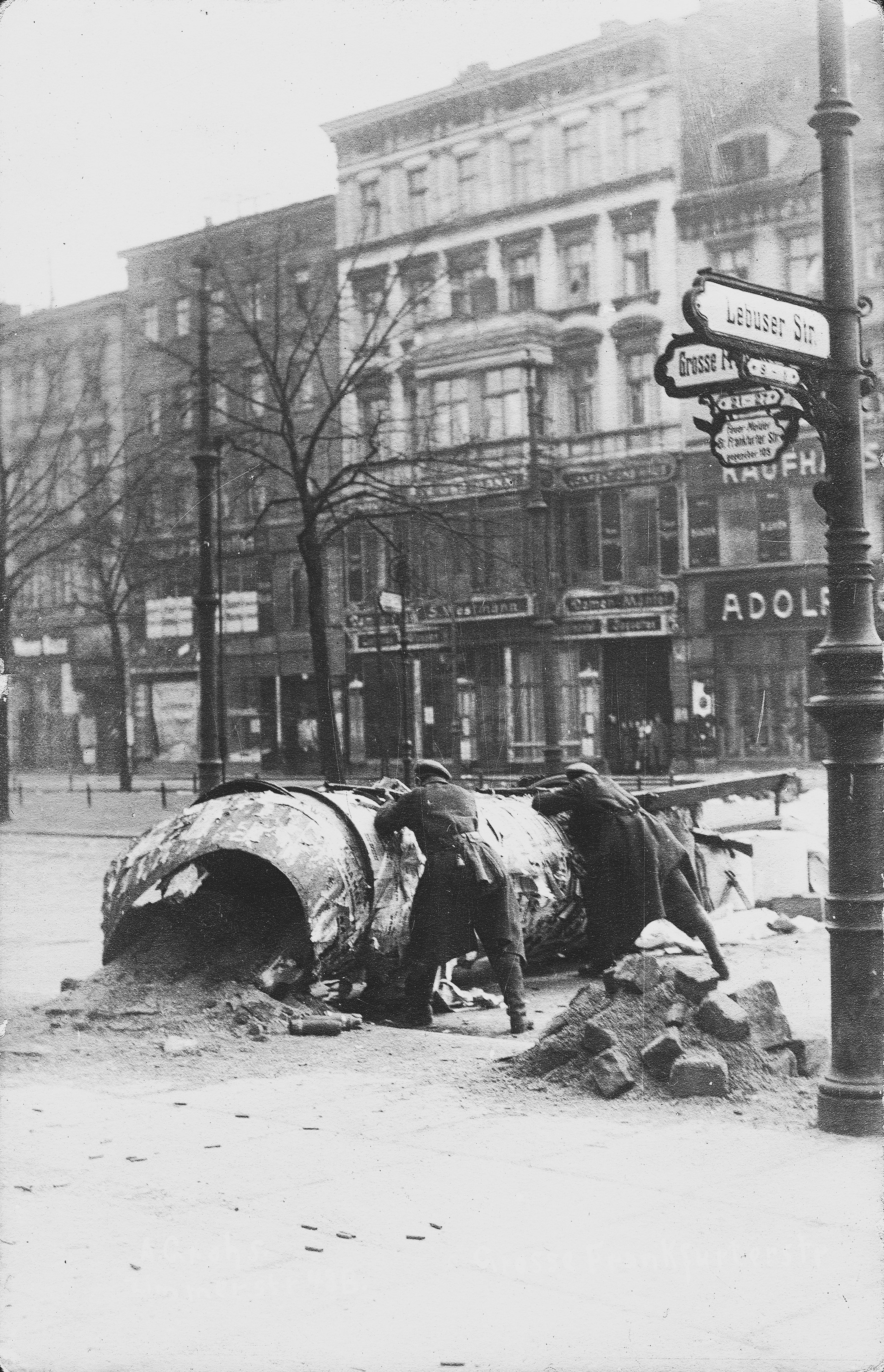
انتفاضة سبارتاكوس يناير 1919: معارك الحواجز في برلين

بعد أعمال الشغب في عيد الميلاد لم يعد بإمكان قادة رابطة سبارتكوس خلق ثورة اشتراكية مع حزبي SPD و USPD. ولامتصاص استياء أتباعهم والعديد من العمال الموالين لهم، عقدوا في مطلع السنة الجديدة مؤتمر الرايخ مع مجموعات يسارية-اشتراكية أخرى لتأسيس حزبهم الجديد حزب ألمانيا الشيوعي (KPD) يوم 1 يناير 1919. وقدمت روزا لوكسمبورغ برنامج سبارتاكوس يوم 31 ديسمبر كانت قد كتبته في 10 ديسمبر 1918. وتبنوه ليكون برنامج الحزب مع بعض التغييرات، وأشارت لوكسمبورغ فيه أن الحزب الجديد لن يتولى الحكومة بدون أغلبية شعبية واضحة. وطالبت بمشاركة الحزب في الانتخابات البرلمانية المزمعة، لكن رُفِض طلبها. ومازال معظمهم يأمل في الحصول على السلطة من خلال استمرار إثارة الإضطرابات في المصانع وضغط الشارع. ومع ذلك قرر المشرفون الثوريون بعد مفاوضات مع رابطة سبارتكوس البقاء في حزب USPD.
وكما كان في نوفمبر السابق فقد وقعت هزيمة ساحقة لليسار في الأيام الأولى من السنة الجديدة 1919. حيث جرت الموجة الثورية الثانية والتي قمعت في تلك المرة بعنف. بدأت الموجة في 4 يناير عندما طردت الحكومة رئيس شرطة برلين إيميل إيخهورن عضو USPD الذي رفض اتخاذ أي إجراء ضد العمال المتظاهرين في أزمة عيد الميلاد. نتج عن هذا الإجراء أن دعا كل من حزب USPD والمشرفون الثوريون وقادة حزب ألمانيا الشيوعي كارل ليبكنخت وفيلهلم بيك إلى مظاهرات في اليوم التالي احتجاجا على الإقالة.
ولكن المفاجأة أن ماتم تخطيطه ليكون مظاهرة بسيطة تطور إلى استعراض ضخم، فلم يكن المنظمون أنفسهم يتوقعون هذا الحشد. فكما جرى في 9 نوفمبر 1918 جرى في يوم الأحد 5 يناير 1919 حيث تدفق مئات الآلاف إلى وسط برلين في فترة ما بعد الظهر، والعديد منهم كانوا مسلحين. فاحتلوا محطات سكك حديد بالإضافة إلى حي الصحافة وفيها مكاتب تحرير صحافة الطبقة الوسطى و فورفارتس. وكانت بعض تلك الصحف قد طالبت في الأيام السابقة بزيادة أعضاء فيلق فريكوربس والقضاء على سبارتكوس. فالمتظاهرون هم أنفسهم الذين كانوا موجودين قبل شهرين، حيث طالبوا الآن بتحقيق الآمال التي عبروا عنها في نوفمبر. ودعمت مطالب العمال مجموعات يسارية مختلفة من الحزب الديمقراطي الاجتماعي SPD. واشتهرت تلك الإنتفاضة باسم انتفاضة سبارتاكوس (بالألمانية: Spartakusaufstand) حيث كان لثوار سبارتكوس الريادة في تلك الإنتفاضة ولكن لم تكن لهم القيادة وساهم فيها جزئيا ثوار الحزب الشيوعي (KPD).
اجتمع المحرضون للمظاهرات في مقر الشرطة وانتخبوا «لجنة ثورية مؤقتة» مؤلفة من 53 عضوًا، إلا أنها لم تكن تعرف ماذا تفعل بسلطتها ولا تعرف اتجاه الانتفاضة. وطالب ليبكنخت ومعه زعماء تلك اللجنة بالإطاحة بالحكومة، وانضم إلى رأي أغلبية اللجنة التي روجت للكفاح المسلح. ولكن روزا لوكسمبورغ ومعها غالبية القادة حزب الشيوعي KPD اعتبروا أن أي تمرد في ذلك الوقت يعد كارثة وعارضته صراحة.
وكان إيبرت قد عين غوستاف نوسكه ممثل الشعب لقيادة الجيش والبحرية يوم في 4 يناير. وفي 6 يناير تسلم نوسكه قيادة هذه القوات بالكلمات: «أحيانا يضطر المرء أن يصبح كلبا مسعورا. فأنا لاأخجل من المسؤولية». وفي ذات اليوم دعت اللجنة الثورية مرة أخرى إلى مظاهرة حاشدة. واستجاب الكثير من الناس للدعوة، فحملوا لافتات كُتب عليها:«أيها الإخوة لا تطلقوا النار!»، وظلت تنتظر في ساحة الاجتماع. وقام بعض المشرفون الثوريون بتسليح أنفسهم والدعوة إلى الإطاحة بحكومة إيبرت. لكن جهود الناشطين في KPD لسحب القوات العسكرية إلى جانبهم بائت بالفشل. وبدلاً من ذلك اتضح أن وحدات مثل الكتيبة البحرية الشعبية غير متحمسة بدعم الانتفاضة المسلحة وأعلنت الحياد. أما باقي القوات العسكرية المرابطة في برلين فقد بقيت موالية للحكومة.
ومع دخول المزيد من القوات العسكرية إلى برلين بناء على أوامره قبل إيبرت عرضًا من USPD للتوسط بينه وبين اللجنة الثورية. ولكن بعد أن كشفت تحركات تلك القوات وظهور كتيبة SPD بشعار:«ساعة الحساب قريبة جدًا»، أوقفت اللجنة المفاوضات الجارية في 8 يناير. ونتيجة لذلك أمر إيبرت القوات المتمركزة في برلين باتخاذ إجراءات ضد المتظاهرين المسلحين. وفي 9 يناير قمعت ثورة مرتجلة بالقوة. وفي 12 يناير انتقل فيلق فريكوربس المناهض للجمهورية الذي تأسس أوائل ديسمبر الماضي إلى المدينة الذي اتهم بأنه إحدى فرق الموت، وقام إخلاء العديد من المباني بوحشية وإطلاق النار على المسلحين، فاستسلم الباقون بسرعة، وإن قُتل بعضهم أيضًا. أدت ثورة يناير إلى مقتل 156 شخصا في برلين.

### اغتيال كارل ليبكنخت وروزا لوكسمبورغ

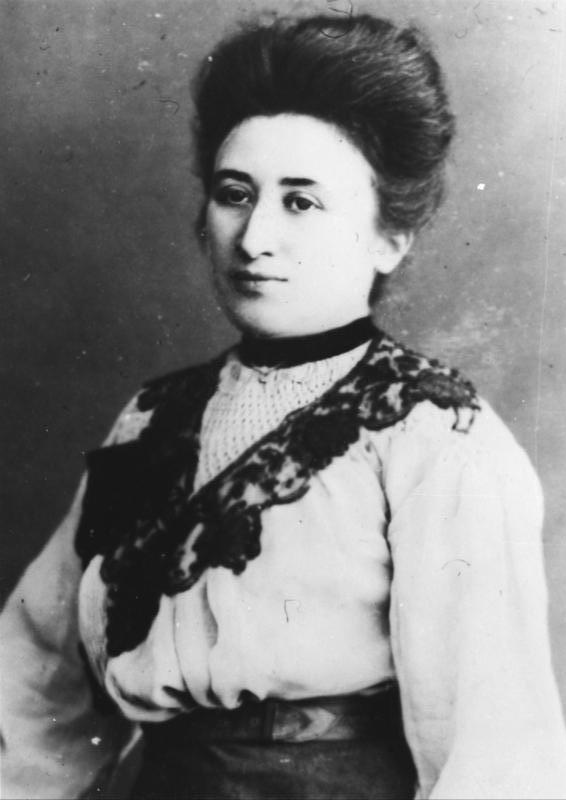
روزا لوكسمبورغ في يناير 1915

كان من المفروض على مدبري انتفاضة يناير أن يختبئوا، إلا أنهم رفضوا رغم نداءات رفاقهم الملحة بمغادرة برلين. في مساء يوم 15 يناير 1919 ألقي القبض على روزا لوكسمبورغ وكارل ليبكنخت في شقة في حي فيلمرسدورف بمدينة برلين وسلموا إلى الكابتن فالديمار بابست قائد حرس الخيالة الرماة أكبر وحدات فيلق فريكوربس. فتعرضوا للإستجواب وسوء المعاملة، وكانت النية مبيتة لإغتيالهم والتخلص منهم. وفي منتصف الليل أُخِذ كل منهما بالسيارة من الفندق على حدة. عند مخرج الفندق تعرضا للضرب المبرح بأعقاب البنادق ثم أطلقت النار على رأسيهما. وسلمت جثة يبكنخت إلى مشرحة بدون اسم. أما روزا لوكسمبورغ فقد ألقيت جثتها في قناة لاندويهر حيث لم يعثر عليها إلا يوم 1 يوليو 1919. قدم بابست الحقائق في بيان صحفي واصفا ذلك بأنه إعدام دون محاكمة من جناة مجهولين.
لم يتعرض الضباط الجناة لأي عقاب، اما الجنود فقد حوكموا مابين سنتين وسنتين ونصف. عوض الحزب النازي فيما بعد القلة القليلة التي تمت محاكمتهم وسجنهم، وادمج حرس الخيالة في كتيبة العاصفة (SA). في مقابلة جرت لبابست مع دير شبيجل سنة 1962 وفي مذكراته أيضا ذكر أنه تحدث على الهاتف مع نوسكه في المستشارية وأن نوسك وإيبرت قد وافقوا على تصرفاته. لم يتم التأكيد على تصريح بابست لا سيما أن الرايخستاغ أو المحاكم لم يفحصوا القضية على الإطلاق، وأن قيادة الحزب الديمقراطي الاجتماعي أعطته الحماية وأحبطت مقاضاته.
أصبح فيلق فريكوربس عامل قوة بعد قمع انتفاضة يناير. أدت جريمة القتل في 15 يناير إلى تفاقم الاختلافات السياسية بين الحزب الديمقراطي الاجتماعي SPD من جهة وبين حزبي USPD وKPD من جهة أخرى. فلم يتمكن كلا من حزبي SPD و KPD من الاتفاق على عمل مشترك ضد الحزب النازي في جمهورية فايمار، خاصة وأن KPD بعد اغتيال مؤسسيه أصبح يعتمد على الكومنترن ومتطلباته الإيديولوجية. فانقسام اليسار في سنة 1919 ساهم بقوة في بروز القومية النازية لاحقا.

### ازدياد الانتفاضات وأعمال الشغب

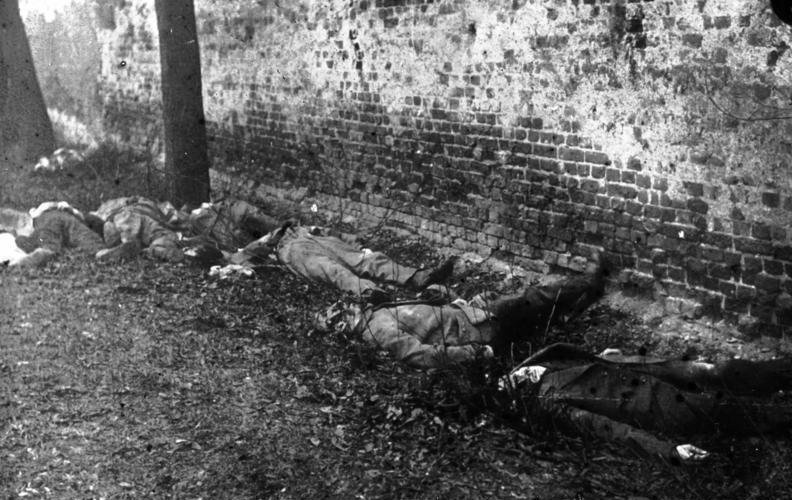
بحلول مارس 1919 قضت القوات الحكومية على المتمردين في برلين

اندلعت أعمال الشغب واضطرابات مسلحة في جميع أنحاء ألمانيا في الأشهر الأولى من سنة 1919، وجرت محاولات لتأسيس جمهوريات سوفيتية [الإنجليزية] في بعض الولايات، وأبرزها (جمهورية بافاريا السوفياتية) وإن كانت جمهوريات مؤقتة. وبالتالي قرر نوسكه في نهاية يناير استخدام القوة ضدها. فبدأ بجمهورية بريمن السوفييتية. على الرغم من عرض التفاوض من الجانب الآخر، فأمر تجمع الفيلق الحر بغزو المدينة. فقتل في تلك المعارك حوالي 400 شخص. ردا على تلك المجزرة اندلعت ثورات جماهيرية في برلين وسكسونيا وسيليزيا العليا وراينلاند والرور. بعضها يريد استكمال أهداف الثورة كما هو الحال مع الحركة الاشتراكية في منطقة الرور. ودعا أعضاء الـ USPD و KPD وحتى SPD إلى إضراب عام بدأ في 4 مارس، طالبت فيه المجالس العمالية إلى الاعتراف بها ووجودها الدائم وإجراء إصلاحات عسكرية ديمقراطية واجتماعية، شارك فيها حوالي مليون عامل وكاد أن يتوقف فيها النشاط الاقتصادي وحركة المرور. وعندما تدخل الجيش توسع الإضراب إلى المرافق الخدمية. مما أدى إلى تحطم لجنة الإضراب المنغلقة بشدة، فاندلع  قتال شوارع في برلين وهذا كان أيضا ضد رغبة قادة الإضراب. وعليه طلبت الحكومة البروسية التي أعلنت في الوقت نفسه حالة الحصار المساعدة من الحكومة الإمبراطورية. فاستخدم نوسكه قوات الكتيبة البحرية الشعبية وحرس الخيالة الرماة بقيادة فالديمار بابست ضد مثيري الشغب. وانتهى القتال يوم 16 مارس حيث قتل مايقرب من 1200 شخص. كثير منهم كانوا غير مسلحين وغير متورطين بالمظاهرات. وأعدم أيضا 29 فرداً من الكتيبة البحرية الشعبية بشكل تعسفي دون محاكمة كانوا قد استسلموا. لأن نوسكه أمر بإطلاق النار فورا على أي شخص يعثر عليه مسلحاً.
وكانت الأوضاع في هامبورغ وساكسون-غوتا أشبه بالحرب الأهلية. وكانت أطول فترة حكم لحكومة مجلس هي جمهورية ميونيخ السوفياتية التي استمرت حتى 2 مايو عندما قامت الوحدات البروسية والفريكوربس من فورتمبيرغ بإطاحتها مستخدمة نفس الإسلوب العنيف في برلين وبريمن.
وفقا للرأي السائد من المؤرخين المعاصرين فقد كان من المستحيل إنشاء حكومة مجلس بلشفي في ألمانيا منذ بداية الثورة أيام 9-10 نوفمبر 1918، خاصة من داعمي SPD و USPD حيث شكل أعضائها الأغلبية في تلك المجالس الذين رفضوا الدكتاتورية من أي شكل. ومع ذلك شعرت حكومة إيبرت بالتهديد من محاولة انقلاب يقوم بها اليسار الراديكالي وإن اضعفته حركة سبارتاكوس. وبالتالي تعاونت مع القيادة العليا للجيش والفريكوربس. وأدت أعمال فريكوربس الوحشية خلال تلك الإنتفاضات المختلفة بانفصال العديد من الديمقراطيين اليساريين من الحزب الديمقراطي الاجتماعي SPD. واعتبروا سلوك إيبرت ونوسكه وقادة الحزب الآخرين أثناء الثورة بمثابة خيانة صريحة لأتباعهم.

### الجمعية الوطنية ودستور الرايخ الجديد

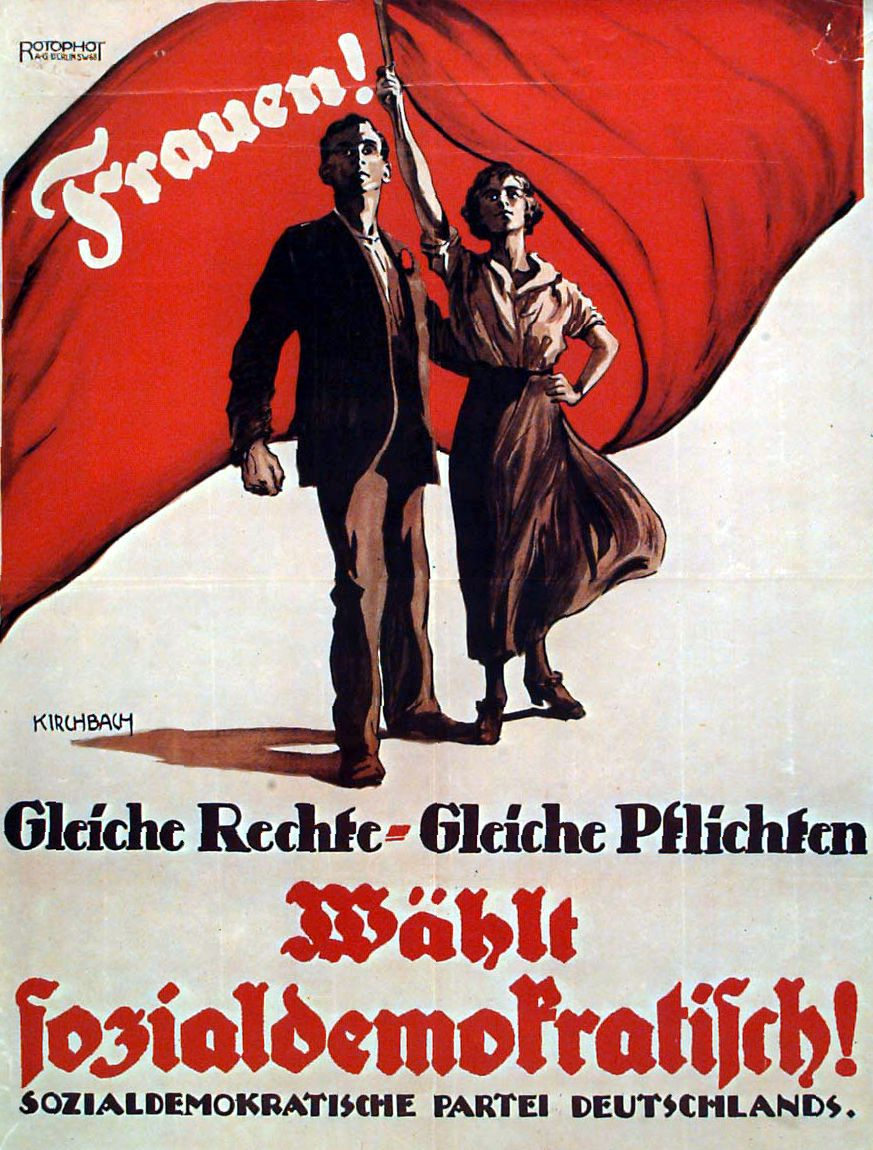
ملصق حملة حزب SPD سنة 1919

جرى في 19 يناير 1919 انتخابات الجمعية الوطنية التأسيسية، وهي الأولى في ألمانيا والتي أعطي فيها للنساء حق التصويت. بالإضافة إلى حزبي SPD و USPD شارك حزب الوسط الكاثوليكي والعديد من الأحزاب البرجوازية التي شكلت حديثا منذ نوفمبر: حزب ألمانيا الديمقراطي الليبرالي اليساري (DDP) وحزب الشعب الألماني الليبرالي الوطني (DVP) وحزب الشعب الوطني الألماني القومي المحافظ. ولم يشارك الحزب الشيوعي KPD في الانتخابات خلافا لتوصية روزا لوكسمبورغ.
نال الحزب الديمقراطي الاجتماعي أكثر الأصوات وأصبح أقوى حزب بنسبة 37.4٪ من الأصوات ونوابه 165 من أصل 423 من أعضاء البرلمان. ونال حزب USPD‏ 7.6٪ فقط أي 22 من أعضاء البرلمان. على الرغم من أنه اكتسب زخما بعد انقلاب كاب سنة 1920 إلا إنه قد تفكك سنة 1922. وقد اجتذب حزب الوسط 91 نائبا ليكون ثاني أقوى قوة في الجمعية الوطنية. فاز DDP بـ 75 وDVP بـ 19 وDAVP بـ 44. شكل الحزب الديمقراطي الاجتماعي ما يسمى ائتلاف فايمار مع حزبي الوسط وألمانيا الديمقراطي DDP. وللهروب من نتائج مابعد الثورة في برلين، اجتمعت الجمعية الوطنية في 6 فبراير في مدينة فايمر-تورينغن على بعد حوالي 250 كم إلى الجنوب الغربي من برلين وانتخبت فريدريش إيبرت رئيسًا مؤقتًا للرايخ في 11 فبراير. انتُخِب فيليب شيدمان رئيسًا وزراء للائتلاف الذي شكل في 13 فبراير. ثم أدى إيبرت اليمين الدستورية رئيسا للرايخ (Reichspräsident) في 21 أغسطس 1919.
تم تبني دستور فايمار الجديد في نقل الرايخ الألماني من قيصرية إلى جمهورية ديمقراطية في 11 أغسطس 1919 بأصوات الحزب الديمقراطي الاجتماعي والوسط وألمانيا الديمقراطي. وأخذ على عاتقه التقليد الليبرالي والديمقراطي من القرن ال19 وأخذ - مثله مثل القانون الأساسي - العديد من المقاطع حرفيا من دستور فراكفورت لسنة 1849. ومع ذلك لم تتحقق مطالب ثوار نوفمبر الرئيسية بسبب الأغلبية في الجمعية الوطنية وهي: تأميم صناعة التعدين ودمقرطة الضباط العسكريين، الذي دعا إليها بالفعل مجالس عمال كيل والمجالس العسكرية ومؤتمر مجلس الرايخ، ومصادرة مؤسسات الائتمان والشركات الكبرى وأصحاب الأراضي الأرستقراطية. حقوق التوظيف والتقاعد الخاصة بالمسؤولين والجنود الدولة محمية بالكامل.
ومن ناحية أخرى قدم دستور فايمار المزيد من الإمكانيات للديمقراطية المباشرة أكثر من القانون الأساسي لجمهورية ألمانيا الاتحادية، على سبيل المثال: إنشاء آلية للاستفتاء. ومنحت المادة 48 للرئيس سلطة الحكم ضد الأغلبية في الرايخستاغ بمساعدة الجيش إذا لزم الأمر. في 1932-1933 كانت للمادة 48 دور فعال في تدمير الديمقراطية الألمانية.

## النتائج
تعد ثورة نوفمبر واحدة من أهم الأحداث في تاريخ ألمانيا الحديث، لكنها بالكاد يكون لها اعتبار في الذاكرة التاريخية للألمان. ففشل مخرجات جمهورية فايمار والفترة النازية التي تلتها عرقلت رؤية الأحداث التي جرت مطلع 1918-1919. ولا يزال ينظر إليها بأنها أساطير بدلا من حقائق.
وقد تغذى كل من اليمين المتطرف واليسار المتطرف - تحت شعارات متعاكسة - فكرة أنه كانت هناك انتفاضة شيوعية في ذلك الوقت تهدف إلى تحويل ألمانيا إلى جمهورية سوفييتية على غرار روسيا السوفياتية. وحتى أحزاب الوسط الديمقراطي ومنها الحزب الديمقراطي الاجتماعي، كانت ولفترة طويلة غير مهتمة بتقييم عادل للأحداث التي جعلت من ألمانيا جمهورية. ولفحص دقيق لمجريات الأحداث تبين أنها ثورة قام بها الديمقراطيون الاشتراكيون، والتي أوقفها قادة الحزب الديمقراطي الاجتماعي. وهذا اثبات أن جمهورية فايمار كانت ديمقراطية ضعيفة ولم تتمكن من الحياة أكثر من 14 سنة، وهذا أقصى مالديها بفعله بالإضافة إلى عيوب الولادة خلال ثورة نوفمبر.
من الأهمية بمكان حقيقة أن الحكومة القيصرية وقيادتها العسكرية العليا تهربوا من تحمّل المسؤولية وتحمل عبء هزيمتهم في الحرب العالمية الأولى، فتحملتها أحزاب الأغلبية في مجلس النواب الألماني (الرايخستاغ). ومن خلال الاقتباس التالي في السيرة الذاتية لويلهلم غرونر خليفة لودندورف:
وهكذا نشأت ما يسمى أسطورة الطعنة في الظهر ووفقا للثوريون في ميادين المعارك أن الجيش «لم يهزم في الميدان» ولكنه طعن من الخلف، مما حوّل نصر شبه مؤكد إلى الهزيمة. ساهم إريش لودندورف الذي أراد إخفاء أخطائه العسكرية الخطيرة في نشر هذا التزييف بالتاريخ. ووجدت تلك الأسطورة أرض خصبة بين الأوساط القومية والوطنية. وتعرض ثوار وحتى سياسيون مثل إيبرت - الذين لم يريدوا نجاح الثورة وقاموا بكل شيء لاحتوائها - للتشهير وأطلق عليهم لقب «مجرمي نوفمبر». حتى قبل عمليات القتل السياسي التي جرت على أشخاص مثل ماتياس ارزبرغر ووالتر راثناو. ولكن اليمين المتطرف لم تثبط عزيمته، بل أعطى رمزية متعمدة بانقلاب هتلر الذي جرى في 9 نوفمبر 1923.
تشوهت الجمهورية عند ولادتها بكارثة الهزيمة. فشكل الحكومة الجديد لم يتقبل به الكثير من البرجوازية والنخب القديمة من ملاك الشركات والمزارع الكبرى ولا الجيش والقضاء والإدارة القديمة، فقد رأوا في الجمهورية الديموقراطية أنه بناء يجب إزالته عند أول فرصة. ومن ناحية أخرى دفع سلوك قيادة الحزب الديمقراطي الاجتماعي أثناء الثورة العديد من أتباعه اليساريين نحو الشيوعية. فوفقا لكيرت سونتشيمر فإن ثورة نوفمبر المثبطة أدت بالجمهورية أن تكون ديموقراطية ولكن بلا ديمقراطيين.

### شهادة المعاصرين للثورة
كان لدى المعاصرين ثورة نوفمبر آراء مختلفة اختلافا كبيرا تبعا للقناعات السياسية. ويتضح ذلك من خلال التصريحات التي ذكروا جزءا منها أثناء أحداث نوفمبر 1918 أو بعدها مباشرة وذلك بانها جزء من أحداث الماضي.
لاحظ عالم اللاهوت والفيلسوف البروتستانتي إرنست ترويلتش كيف نظر غالبية سكان برلين إلى 10 نوفمبر بهدوء:
ومن جانب آخر كتب الليبرالي تيودور وولف مقالا في يوم 10 نوفمبر في جريدة برلينر تاغبلات جاعلا من نفسه في حالة من التفاؤل المفرط كما أنه قد آوى قيادة SPD:
وعلى العكس تماما نظر اليمين المتطرف إلى الأحداث إما عن جهل تام أو إعادة تفسير متعمد لعمل إدارة لودندورف. فكتب بول بيكر في صحيفة (Deutsche Tageszeitung) الألمانية المحافظة يوم 10 نوفمبر، والتي احتوت بالفعل على عناصر أساسية لأسطورة الطعن في الخلف، وقد نشرها بعد ذلك أدولف هتلر واتباعه النازيين:
على النقيض ذكر الكونت هاري غراف كيسلر أن ثورة سبتمبر 1919 قد فشلت:
ولكن ماأسماه كيسلر بالعجز، فإن الصحافي كورت توخولسكي رأى الخيانة عند الديمقراطيين الاجتماعيين البارزين في مقال بمناسبة الذكرى العاشرة للثورة. خلافا تماما لليمين المتطرف لم يقصد خيانة ألمانيا ولكن خيانة الثورة. على الرغم من أنه أراد أن يعتبرها مجرد انقلاب، إلا أنه حلل مسار الأحداث تحليلا أكثر وضوحًا من معظم معاصريه. فكتب في 1928 مقالا أسماه انقلاب نوفمبر:
- سحق الولايات الفدرالية.
- تقسيم ملكية الأراضي الكبيرة.
- التأميم الثوري للصناعة.
- الإصلاح الوظيفي في الحكومة والقضاء.

تنقض كل جملة في الدستور الجمهوري الجملة التي تعقبها، الثورة التي تتحدث عن حقوق مكتسبة لمسؤولي النظام القديم شيء يستحق الضحك.
كان الليبرالي والتر راثينو له رأي مماثل. ووصف الثورة بأنها «خيبة أمل» و«هدية بالصدفة» و«نتاج اليأس» و«ثورة عن طريق الخطأ». لم تستحق الاسم لأنها «لم تقم بإزالة المظالم الفعلية» بل «تدهورت إلى صراع مهين للمصالح». وأكمل قائلا:
وخرج بدوره المؤرخ والناشر سيبستيان هافنر ضد آراء توتشولسكي وراثينو. وقد شهد ثورة في برلين عندما كان طفلا، وكتب بعد 50 عاما في كتابه عن واحدة من الأساطير المتعلقة بأحداث نوفمبر 1918 والتي ترسخت خاصة في البرجوازية:
للوهلة الأولى يمكن للمرء أن يرى مدى الخطأ والعمى مقارنة هذا ماجرى في 1918 مع 1945. فقد كان هناك انهيارا حقيقيا في سنة 1945 .
من المؤكد أن تمرد البحارة قد أشعل ثورة 1918، لكنه كان مجرد بداية. أما الذي جعلها استثنائية هو أن تمرد البحارة كان السبب وراء الزلزال الذي هز ألمانيا بأكملها. فكامل جيش البلاد وجميع القوى العاملة في المناطق الحضرية وثار جزء من سكان الريف في بافاريا. لم تكن هذه الثورة مجرد تمرد ، بل كانت ثورة حقيقية (...)
كما هو الحال في أي ثورة فقد ازيح النظام القديم منذ البداية بنظام جديد. لم تكن تلك الثورة مدمرة فقط بل كانت مبدعة أيضا. (...)

### البحث التاريخي
خلال الفترة النازية لم يكن بالإمكان قراءة منشورات من الخارج أو كتب للمنفيين عن جمهورية فايمار والثورة الألمانية في ثلاثينات وأربعينات القرن 20. وانطبق هذا أيضا على أول إصدار عن تاريخ جمهورية فايمار بقلم آرثر روزنبرغ سنة 1935. فمن وجهة نظره كان الوضع السياسي في بداية الثورة مفتوحاً: كان لدى العمال الاشتراكيين والديمقراطيين المعتدلين فرصة كبيرة ليصبحوا الأساس الاجتماعي الفعلي للجمهورية ولإسقاط القوى المحافظة. ولكنه فشل ذلك بسبب القرارات الخاطئة لقادة الحزب الديمقراطي الاجتماعي من جهة، ومن جهة أخرى بسبب الاستراتيجية الثورية التي اتبعها الجناح اليساري المتطرف للحركة العمالية.

#### وجهات نظر المؤرخين البرجوازيين والماركسيين
ركزت أبحاث ألمانيا الغربية التاريخية بعد سنة 1945 في المقام الأول حول نهاية جمهورية فايمار. مثال: في عام 1951 تجاهل تيودور إشنبرغ نوعا ما البداية الثورية للجمهورية. وفي سنة 1955 تعامل كارل ديتريش براشر مع ثورة نوفمبر بمنظور الجمهورية الفاشلة. ولم تتلقى تلك الثورة من الإهتمام في الحسابات العامة بعد 1945. فعلى سبيل المثال أظهر إريك إيك أنه لم يُنظر إلى الثورة بعد 1945 على أنها جزء من تاريخ ألمانيا. وبالكاد أعطى لأحداث جمهورية فايمار في كتابه المكون من مجلدين 20 صفحة. وانطبق نفس الشيء على مساهمة كارل ديتريش اردمان في الطبعة الثامنة من دليل جيبهاردت للتاريخ الألماني، حيث سيطرت أفكار مابعد 1945 على وجهة نظره في تفسير الأحداث المتعلقة بالثورة الألمانية. ووفقا لإردمان فقد كانت فترة 1918-1919 هي اختيار بين الثورة الاجتماعية المتوافقة مع قوى دكتاتورية بروليتارية أو جمهورية برلمانية متحالفة مع العناصر المحافظة مثل فيلق الضباط الألمان. ولذلك فالخوف من «الديكتاتورية السوفيتية» أجبر معظم الديمقراطيين الاجتماعيين على تشكيل تحالف مع النخب القديمة. ومن ثم وقع اللوم على اليسار المتطرف بفشل فايمار. إذا اتبع المرء هذا الرأي فإن أحداث تلك الثورة كانت كفاح دفاعي ناجح للديمقراطية ضد البلشفية.
استند هذا التفسير في ذروة الحرب الباردة إلى افتراض أن اليسار المتطرف كان قوياً نوعا ما وخطر حقيقي على التطور الديمقراطي. واعتبر كولب أنه من سخرية التاريخ أن العديد من المؤرخين المحافظين والليبراليين اتفقوا على تلك النقطة مع التأريخ الماركسي الذي أعطى قبل كل شيء رابطة سبارتكوس إمكانات ثورية كبيرة. ولكن هذا التقييم المشترك عن اليسار المتطرف كان قد اعطى تقييمات مختلفة حول دور حزب الأغلبية SPD: ففي سنوات ما بعد الحرب برئهم مؤرخو جمهورية ألمانيا الاتحادية من اتهام النازية بأنهم (مجرمو نوفمبر)، ولكن المؤرخون في جمهورية ألمانيا الديمقراطية ألقوا باللوم عليهم بخيانة الطبقة العاملة وعدم أهلية قيادة الحزب. استند تفسيرهم بشكل أساسي إلى أطروحات اللجنة المركزية لحزب الوحدة الاشتراكي الألماني في سنة 1958 والتي تم بموجبها تعريف الثورة الألمانية بأنها (ثورة ديمقراطية برجوازية) حدثت في جوانب معينة بوسائل وطرق بروليتارية. والحقيقة أن ثورة الطبقة العاملة في ألمانيا لم تحدث أبدا وأنها قمعت ب(العامل الوهمي) خاصة مع غياب تيار ماركسي-لينيني عدائي، وأن اعلان تأسيس حزب ألمانيا الشيوعي KPD هي نقطة تحول حاسمة في التاريخ الألماني. وقد أيد رودولف لينداو -معاكسا للتوجه الرسمي للحزب- النظرية القائلة بأن الثورة الألمانية كانت لديها نزعة اشتراكية.

#### إعادة التقييم في الستينات
ركز مؤرخو ألمانيا الغربية أبحاثهم خلال الخمسينيات من القرن ال 20 على المرحلة الأخيرة من جمهورية فايمار. ولكن في الستينيات انتقلوا إلى بدايتها الثورية مدركين أن القرارات والتطورات أثناء الثورة كانت الأساس في فشل الجمهورية الألمانية الأولى. حيث برزت مجالس العمال والمجالس العسكرية إلى الواجهة، وكان من اللازم إعادة النظر في مظهرها السابق الذي اشتهر بانها حركة يسارية متطرفة. قال مؤلفون مثل أولريش كلوج وإيبرهارد كولب ورينهارد روروب أنه في الأسابيع الأولى من الثورة كانت القاعدة الاجتماعية لإعادة تصميم الديمقراطية في المجتمع أقوى بكثير مما كان يعتقد من قبل، وأن إمكانيات اليسار المتطرف كانت أضعف من قيادة MSPD على سبيل المثال.
وبما أن «البلشفية» لم تمثل أي خطر حقيقي، فقد كان نطاق عمل مجلس ممثلي الشعب -المدعوم أيضًا من قبل المجالس الأكثر توجهاً للإصلاح- كبيرًا نسبيًا من أجل الدمقرطة المستمرة للإدارة الحكومية والعسكر والمجتمع. ومع ذلك لم تتخذ قيادة الحزب الديمقراطي الاجتماعي (MSPD) هذه الخطوة لأنها من ناحية اعتمدت على إخلاص النخب القديمة الذين لا يثقون في الحركة الجماهيرية التلقائية في الأسابيع الأولى من الثورة. وكانت النتيجة الاستقالة والتطرف في حركة المجلس. لقد كان نشر محضر مجلس المفوضين الشعبيين أساس هذه الأطروحات. وبدا أن تاريخ الثورة يظهر بقوة بأنه بداية لانحدارها التدريجي.
اكتسب هذا التفسير الجديد للثورة الألمانية قبولًا في الأبحاث بسرعة كبيرة على الرغم من أن المفاهيم القديمة لاتزال باقية. فالبحوث المتعلقة بتكوين مجالس العمال والجنود التي يمكن التحقق منها بسهولة من المصادر هي أمور مسلَّم بها جدا، ولكن تفسير الأحداث الثورية المبنية على تلك البحوث قد تم انتقاؤه وعدِّل جزئياً منذ نهاية السبعينيات. كان النقد موجهاً إلى الوصف المثالي لمجالس العمال والعسكريين، وهو ما كان عليه الحال وخصوصا في أعقاب حركة الطلاب الألمان [الإنجليزية] في الستينيات (1968). لقد ذهب بيتر فون أورتزن إلى حد بعيد في هذا الصدد ووصف الديمقراطية الإجتماعية للمجالس هو بديل إيجابي للجمهورية البرجوازية. في المقابل اعتبر ولفجانج مومسن المجالس بانها حركة لم تكن ديمقراطية ولا مستهدفة ولكن مجموعة غير متجانسة لها عدة دوافع وأهداف مختلفة. على سبيل المثال كانت معظم المجالس الزراعية والفلاحية مناهضة للاشتراكية. لم تحظى هي ولا مجالس المواطنين التي غالباً ماانضمت إلى مجالس العمال والجنود باهتمام إلى اليوم. تحدث جيسي وكولر عن بناء حركة المجلس الديمقراطي. بالتأكيد استبعد المؤلفين العودة إلى مواقف الخمسينات: لم تكن كل المجالس موجهة نحو شيوعية، ولا يمكن وصف سياسات أغلبية الحزب الديمقراطي الاجتماعي في جميع النواحي بالسعيدة والجديرة بالثناء. مع كل الاختلافات المتعلقة بالتفاصيل اتفق الباحثون التاريخيون على أن فرص وضع الجمهورية على أسس ثابتة في الثورة الألمانية كانت أفضل بكثير من الأخطار المزعومة من اليسار المتطرف. بدلا من ذلك شكل تحالف الحزب الاجتماعي الديمقراطي مع النخبة القديمة مشكلة هيكلية كبيرة لجمهورية فايمار، على الأقل في المدى المتوسط.
وذكر هاينريش أوغست وينكلر أن الفرصة الحقيقية الأكبر كانت بين 9 نوفمبر 1918 و 19 يناير 1919 لتقليص إرث الدولة السلطوية ولخلق دعم اجتماعي واسع للديمقراطية البرلمانية الطموحة. ولتجنب الفوضى قام الديمقراطيون الاجتماعيون بإعتماد محدود  على النخب القديمة، إلا أنهم ذهبوا إلى أبعد من ذلك بكثير: كان بإمكانهم مع إرادة سياسية قوية أن يغيروا الكثير وأن يبقوا على أقل مايمكن. لتأمين الأسس الاجتماعية للجمهورية قبل أن يتمكن معارضوها من التجمع. في الواقع تحدثت التجربة التاريخية والعقل السياسي عن ذلك. فقد كان إيبرت وأعضاء حزبه في حكومة الرايخ المؤقتة يريدون استخدام خبرات النخبة القديمة ويأملون في ولائها. هذا هو السبب في أن تأميم صناعة الفحم بدأت من المجالس ولم تتواصل عملية اشراك العسكر في الحياة الديمقراطية والخدمة المدنية، ولكنها منعت. واتفق وينكلر مع نقد رودلف هيلفردنج في سبتمبر 1933 الذي رأى فيه أخطاء قاتلة في الحزب الديمقراطي الاجتماعي ربما ساعدت في بروز هتلر.
وبعد عشر سنوات عدّل وينكلر هذا التقييم في 1990. فوفقا لذلك لم يتغير التاريخ تغيرا جذريًا حتى لو كان الاشتراكيون الاجتماعيون تصرفوا كإدارة دولة استبدادية مفلسة أكثر من كونهم الآباء المؤسسين لديمقراطية تلك الدولة: لم تستطع الحكومة المؤقتة تغيير طبقات اجتماعية كاملة، لأنها ستشعل حرب أهلية إن حاولت ذلك. فنظرة الديمقراطيين الاجتماعيين إليه بأنه شر مطلق كانت لأسباب وجيهة، ولكنها لم تكن وسيلة لدعم الديمقراطية. وضح إيبرت ذلك أكثر من اليساريين المتطرفين مثل روزا لوكسمبورغ الذين ينظرون للحرب الأهلية أنه اسم آخر للصراع الطبقي.